# 2020年
| 千纪： | 3千纪 |
| 世纪： | 20世纪 \| 21世纪 \| 22世纪                                                                                 |
| 年代： | 1990年代 \| 2000年代 \| 2010年代 \| 2020年代 \| 2030年代 \| 2040年代 \| 2050年代                           |
| 年份： | 2015年 \| 2016年 \| 2017年 \| 2018年 \| 2019年 \| 2020年 \| 2021年 \| 2022年 \| 2023年 \| 2024年 \| 2025年 |
| 纪年： | 庚子年（鼠年）；民國一百零九年；日本令和二年；朝鲜主體一百零九年                                           |
| 月份： | 1月 \| 2月 \| 3月 \| 4月 \| 5月 \| 6月 \| 7月 \| 8月 \| 9月 \| 10月 \| 11月 \| 12月                        |

| 2020年1月 |    |    |    |    |    |    |
| \| 日 \| 一 \| 二 \| 三 \| 四 \| 五 \| 六 \| \| \| \| \| 1 \| 2 \| 3 \| 4 \| \| 5 \| 6 \| 7 \| 8 \| 9 \| 10 \| 11 \| \| 12 \| 13 \| 14 \| 15 \| 16 \| 17 \| 18 \| \| 19 \| 20 \| 21 \| 22 \| 23 \| 24 \| 25 \| \| 26 \| 27 \| 28 \| 29 \| 30 \| 31 \| \| \| \| \| \| \| \| \| \| |    |    |    |    |    |    |
| 日 | 一 | 二 | 三 | 四 | 五 | 六 |
| |    |    | 1  | 2  | 3  | 4  |
| 5 | 6  | 7  | 8  | 9  | 10 | 11 |
| 12 | 13 | 14 | 15 | 16 | 17 | 18 |
| 19 | 20 | 21 | 22 | 23 | 24 | 25 |
| 26 | 27 | 28 | 29 | 30 | 31 |    |
| |    |    |    |    |    |    |

| 日 | 一 | 二 | 三 | 四 | 五 | 六 |
|    |    |    | 1  | 2  | 3  | 4  |
| 5  | 6  | 7  | 8  | 9  | 10 | 11 |
| 12 | 13 | 14 | 15 | 16 | 17 | 18 |
| 19 | 20 | 21 | 22 | 23 | 24 | 25 |
| 26 | 27 | 28 | 29 | 30 | 31 |    |
|    |    |    |    |    |    |    |

| 2020年2月 |    |    |    |    |    |    |
| \| 日 \| 一 \| 二 \| 三 \| 四 \| 五 \| 六 \| \| \| \| \| \| \| \| 1 \| \| 2 \| 3 \| 4 \| 5 \| 6 \| 7 \| 8 \| \| 9 \| 10 \| 11 \| 12 \| 13 \| 14 \| 15 \| \| 16 \| 17 \| 18 \| 19 \| 20 \| 21 \| 22 \| \| 23 \| 24 \| 25 \| 26 \| 27 \| 28 \| 29 \| \| \| \| \| \| \| \| \| |    |    |    |    |    |    |
| 日 | 一 | 二 | 三 | 四 | 五 | 六 |
| |    |    |    |    |    | 1  |
| 2 | 3  | 4  | 5  | 6  | 7  | 8  |
| 9 | 10 | 11 | 12 | 13 | 14 | 15 |
| 16 | 17 | 18 | 19 | 20 | 21 | 22 |
| 23 | 24 | 25 | 26 | 27 | 28 | 29 |
| |    |    |    |    |    |    |

| 日 | 一 | 二 | 三 | 四 | 五 | 六 |
|    |    |    |    |    |    | 1  |
| 2  | 3  | 4  | 5  | 6  | 7  | 8  |
| 9  | 10 | 11 | 12 | 13 | 14 | 15 |
| 16 | 17 | 18 | 19 | 20 | 21 | 22 |
| 23 | 24 | 25 | 26 | 27 | 28 | 29 |
|    |    |    |    |    |    |    |

| 2020年3月 |    |    |    |    |    |    |
| \| 日 \| 一 \| 二 \| 三 \| 四 \| 五 \| 六 \| \| 1 \| 2 \| 3 \| 4 \| 5 \| 6 \| 7 \| \| 8 \| 9 \| 10 \| 11 \| 12 \| 13 \| 14 \| \| 15 \| 16 \| 17 \| 18 \| 19 \| 20 \| 21 \| \| 22 \| 23 \| 24 \| 25 \| 26 \| 27 \| 28 \| \| 29 \| 30 \| 31 \| \| \| \| \| \| \| \| \| \| \| \| \| |    |    |    |    |    |    |
| 日 | 一 | 二 | 三 | 四 | 五 | 六 |
| 1 | 2  | 3  | 4  | 5  | 6  | 7  |
| 8 | 9  | 10 | 11 | 12 | 13 | 14 |
| 15 | 16 | 17 | 18 | 19 | 20 | 21 |
| 22 | 23 | 24 | 25 | 26 | 27 | 28 |
| 29 | 30 | 31 |    |    |    |    |
| |    |    |    |    |    |    |

| 日 | 一 | 二 | 三 | 四 | 五 | 六 |
| 1  | 2  | 3  | 4  | 5  | 6  | 7  |
| 8  | 9  | 10 | 11 | 12 | 13 | 14 |
| 15 | 16 | 17 | 18 | 19 | 20 | 21 |
| 22 | 23 | 24 | 25 | 26 | 27 | 28 |
| 29 | 30 | 31 |    |    |    |    |
|    |    |    |    |    |    |    |

| 2020年4月 |    |    |    |    |    |    |
| \| 日 \| 一 \| 二 \| 三 \| 四 \| 五 \| 六 \| \| \| \| \| 1 \| 2 \| 3 \| 4 \| \| 5 \| 6 \| 7 \| 8 \| 9 \| 10 \| 11 \| \| 12 \| 13 \| 14 \| 15 \| 16 \| 17 \| 18 \| \| 19 \| 20 \| 21 \| 22 \| 23 \| 24 \| 25 \| \| 26 \| 27 \| 28 \| 29 \| 30 \| \| \| \| \| \| \| \| \| \| \| |    |    |    |    |    |    |
| 日 | 一 | 二 | 三 | 四 | 五 | 六 |
| |    |    | 1  | 2  | 3  | 4  |
| 5 | 6  | 7  | 8  | 9  | 10 | 11 |
| 12 | 13 | 14 | 15 | 16 | 17 | 18 |
| 19 | 20 | 21 | 22 | 23 | 24 | 25 |
| 26 | 27 | 28 | 29 | 30 |    |    |
| |    |    |    |    |    |    |

| 日 | 一 | 二 | 三 | 四 | 五 | 六 |
|    |    |    | 1  | 2  | 3  | 4  |
| 5  | 6  | 7  | 8  | 9  | 10 | 11 |
| 12 | 13 | 14 | 15 | 16 | 17 | 18 |
| 19 | 20 | 21 | 22 | 23 | 24 | 25 |
| 26 | 27 | 28 | 29 | 30 |    |    |
|    |    |    |    |    |    |    |

| 2020年5月 |    |    |    |    |    |    |
| \| 日 \| 一 \| 二 \| 三 \| 四 \| 五 \| 六 \| \| \| \| \| \| \| 1 \| 2 \| \| 3 \| 4 \| 5 \| 6 \| 7 \| 8 \| 9 \| \| 10 \| 11 \| 12 \| 13 \| 14 \| 15 \| 16 \| \| 17 \| 18 \| 19 \| 20 \| 21 \| 22 \| 23 \| \| 24 \| 25 \| 26 \| 27 \| 28 \| 29 \| 30 \| \| 31 \| \| \| \| \| \| \| |    |    |    |    |    |    |
| 日 | 一 | 二 | 三 | 四 | 五 | 六 |
| |    |    |    |    | 1  | 2  |
| 3 | 4  | 5  | 6  | 7  | 8  | 9  |
| 10 | 11 | 12 | 13 | 14 | 15 | 16 |
| 17 | 18 | 19 | 20 | 21 | 22 | 23 |
| 24 | 25 | 26 | 27 | 28 | 29 | 30 |
| 31 |    |    |    |    |    |    |

| 日 | 一 | 二 | 三 | 四 | 五 | 六 |
|    |    |    |    |    | 1  | 2  |
| 3  | 4  | 5  | 6  | 7  | 8  | 9  |
| 10 | 11 | 12 | 13 | 14 | 15 | 16 |
| 17 | 18 | 19 | 20 | 21 | 22 | 23 |
| 24 | 25 | 26 | 27 | 28 | 29 | 30 |
| 31 |    |    |    |    |    |    |

| 2020年6月 |    |    |    |    |    |    |
| \| 日 \| 一 \| 二 \| 三 \| 四 \| 五 \| 六 \| \| \| 1 \| 2 \| 3 \| 4 \| 5 \| 6 \| \| 7 \| 8 \| 9 \| 10 \| 11 \| 12 \| 13 \| \| 14 \| 15 \| 16 \| 17 \| 18 \| 19 \| 20 \| \| 21 \| 22 \| 23 \| 24 \| 25 \| 26 \| 27 \| \| 28 \| 29 \| 30 \| \| \| \| \| \| \| \| \| \| \| \| \| |    |    |    |    |    |    |
| 日 | 一 | 二 | 三 | 四 | 五 | 六 |
| | 1  | 2  | 3  | 4  | 5  | 6  |
| 7 | 8  | 9  | 10 | 11 | 12 | 13 |
| 14 | 15 | 16 | 17 | 18 | 19 | 20 |
| 21 | 22 | 23 | 24 | 25 | 26 | 27 |
| 28 | 29 | 30 |    |    |    |    |
| |    |    |    |    |    |    |

| 日 | 一 | 二 | 三 | 四 | 五 | 六 |
|    | 1  | 2  | 3  | 4  | 5  | 6  |
| 7  | 8  | 9  | 10 | 11 | 12 | 13 |
| 14 | 15 | 16 | 17 | 18 | 19 | 20 |
| 21 | 22 | 23 | 24 | 25 | 26 | 27 |
| 28 | 29 | 30 |    |    |    |    |
|    |    |    |    |    |    |    |

| 2020年7月 |    |    |    |    |    |    |
| \| 日 \| 一 \| 二 \| 三 \| 四 \| 五 \| 六 \| \| \| \| \| 1 \| 2 \| 3 \| 4 \| \| 5 \| 6 \| 7 \| 8 \| 9 \| 10 \| 11 \| \| 12 \| 13 \| 14 \| 15 \| 16 \| 17 \| 18 \| \| 19 \| 20 \| 21 \| 22 \| 23 \| 24 \| 25 \| \| 26 \| 27 \| 28 \| 29 \| 30 \| 31 \| \| \| \| \| \| \| \| \| \| |    |    |    |    |    |    |
| 日 | 一 | 二 | 三 | 四 | 五 | 六 |
| |    |    | 1  | 2  | 3  | 4  |
| 5 | 6  | 7  | 8  | 9  | 10 | 11 |
| 12 | 13 | 14 | 15 | 16 | 17 | 18 |
| 19 | 20 | 21 | 22 | 23 | 24 | 25 |
| 26 | 27 | 28 | 29 | 30 | 31 |    |
| |    |    |    |    |    |    |

| 日 | 一 | 二 | 三 | 四 | 五 | 六 |
|    |    |    | 1  | 2  | 3  | 4  |
| 5  | 6  | 7  | 8  | 9  | 10 | 11 |
| 12 | 13 | 14 | 15 | 16 | 17 | 18 |
| 19 | 20 | 21 | 22 | 23 | 24 | 25 |
| 26 | 27 | 28 | 29 | 30 | 31 |    |
|    |    |    |    |    |    |    |

| 2020年8月 |    |    |    |    |    |    |
| \| 日 \| 一 \| 二 \| 三 \| 四 \| 五 \| 六 \| \| \| \| \| \| \| \| 1 \| \| 2 \| 3 \| 4 \| 5 \| 6 \| 7 \| 8 \| \| 9 \| 10 \| 11 \| 12 \| 13 \| 14 \| 15 \| \| 16 \| 17 \| 18 \| 19 \| 20 \| 21 \| 22 \| \| 23 \| 24 \| 25 \| 26 \| 27 \| 28 \| 29 \| \| 30 \| 31 \| \| \| \| \| \| |    |    |    |    |    |    |
| 日 | 一 | 二 | 三 | 四 | 五 | 六 |
| |    |    |    |    |    | 1  |
| 2 | 3  | 4  | 5  | 6  | 7  | 8  |
| 9 | 10 | 11 | 12 | 13 | 14 | 15 |
| 16 | 17 | 18 | 19 | 20 | 21 | 22 |
| 23 | 24 | 25 | 26 | 27 | 28 | 29 |
| 30 | 31 |    |    |    |    |    |

| 日 | 一 | 二 | 三 | 四 | 五 | 六 |
|    |    |    |    |    |    | 1  |
| 2  | 3  | 4  | 5  | 6  | 7  | 8  |
| 9  | 10 | 11 | 12 | 13 | 14 | 15 |
| 16 | 17 | 18 | 19 | 20 | 21 | 22 |
| 23 | 24 | 25 | 26 | 27 | 28 | 29 |
| 30 | 31 |    |    |    |    |    |

| 2020年9月 |    |    |    |    |    |    |
| \| 日 \| 一 \| 二 \| 三 \| 四 \| 五 \| 六 \| \| \| \| 1 \| 2 \| 3 \| 4 \| 5 \| \| 6 \| 7 \| 8 \| 9 \| 10 \| 11 \| 12 \| \| 13 \| 14 \| 15 \| 16 \| 17 \| 18 \| 19 \| \| 20 \| 21 \| 22 \| 23 \| 24 \| 25 \| 26 \| \| 27 \| 28 \| 29 \| 30 \| \| \| \| \| \| \| \| \| \| \| \| |    |    |    |    |    |    |
| 日 | 一 | 二 | 三 | 四 | 五 | 六 |
| |    | 1  | 2  | 3  | 4  | 5  |
| 6 | 7  | 8  | 9  | 10 | 11 | 12 |
| 13 | 14 | 15 | 16 | 17 | 18 | 19 |
| 20 | 21 | 22 | 23 | 24 | 25 | 26 |
| 27 | 28 | 29 | 30 |    |    |    |
| |    |    |    |    |    |    |

| 日 | 一 | 二 | 三 | 四 | 五 | 六 |
|    |    | 1  | 2  | 3  | 4  | 5  |
| 6  | 7  | 8  | 9  | 10 | 11 | 12 |
| 13 | 14 | 15 | 16 | 17 | 18 | 19 |
| 20 | 21 | 22 | 23 | 24 | 25 | 26 |
| 27 | 28 | 29 | 30 |    |    |    |
|    |    |    |    |    |    |    |

| 2020年10月 |    |    |    |    |    |    |
| \| 日 \| 一 \| 二 \| 三 \| 四 \| 五 \| 六 \| \| \| \| \| \| 1 \| 2 \| 3 \| \| 4 \| 5 \| 6 \| 7 \| 8 \| 9 \| 10 \| \| 11 \| 12 \| 13 \| 14 \| 15 \| 16 \| 17 \| \| 18 \| 19 \| 20 \| 21 \| 22 \| 23 \| 24 \| \| 25 \| 26 \| 27 \| 28 \| 29 \| 30 \| 31 \| \| \| \| \| \| \| \| \| |    |    |    |    |    |    |
| 日 | 一 | 二 | 三 | 四 | 五 | 六 |
| |    |    |    | 1  | 2  | 3  |
| 4 | 5  | 6  | 7  | 8  | 9  | 10 |
| 11 | 12 | 13 | 14 | 15 | 16 | 17 |
| 18 | 19 | 20 | 21 | 22 | 23 | 24 |
| 25 | 26 | 27 | 28 | 29 | 30 | 31 |
| |    |    |    |    |    |    |

| 日 | 一 | 二 | 三 | 四 | 五 | 六 |
|    |    |    |    | 1  | 2  | 3  |
| 4  | 5  | 6  | 7  | 8  | 9  | 10 |
| 11 | 12 | 13 | 14 | 15 | 16 | 17 |
| 18 | 19 | 20 | 21 | 22 | 23 | 24 |
| 25 | 26 | 27 | 28 | 29 | 30 | 31 |
|    |    |    |    |    |    |    |

| 2020年11月 |    |    |    |    |    |    |
| \| 日 \| 一 \| 二 \| 三 \| 四 \| 五 \| 六 \| \| 1 \| 2 \| 3 \| 4 \| 5 \| 6 \| 7 \| \| 8 \| 9 \| 10 \| 11 \| 12 \| 13 \| 14 \| \| 15 \| 16 \| 17 \| 18 \| 19 \| 20 \| 21 \| \| 22 \| 23 \| 24 \| 25 \| 26 \| 27 \| 28 \| \| 29 \| 30 \| \| \| \| \| \| \| \| \| \| \| \| \| \| |    |    |    |    |    |    |
| 日 | 一 | 二 | 三 | 四 | 五 | 六 |
| 1 | 2  | 3  | 4  | 5  | 6  | 7  |
| 8 | 9  | 10 | 11 | 12 | 13 | 14 |
| 15 | 16 | 17 | 18 | 19 | 20 | 21 |
| 22 | 23 | 24 | 25 | 26 | 27 | 28 |
| 29 | 30 |    |    |    |    |    |
| |    |    |    |    |    |    |

| 日 | 一 | 二 | 三 | 四 | 五 | 六 |
| 1  | 2  | 3  | 4  | 5  | 6  | 7  |
| 8  | 9  | 10 | 11 | 12 | 13 | 14 |
| 15 | 16 | 17 | 18 | 19 | 20 | 21 |
| 22 | 23 | 24 | 25 | 26 | 27 | 28 |
| 29 | 30 |    |    |    |    |    |
|    |    |    |    |    |    |    |

| 2020年12月 |    |    |    |    |    |    |
| \| 日 \| 一 \| 二 \| 三 \| 四 \| 五 \| 六 \| \| \| \| 1 \| 2 \| 3 \| 4 \| 5 \| \| 6 \| 7 \| 8 \| 9 \| 10 \| 11 \| 12 \| \| 13 \| 14 \| 15 \| 16 \| 17 \| 18 \| 19 \| \| 20 \| 21 \| 22 \| 23 \| 24 \| 25 \| 26 \| \| 27 \| 28 \| 29 \| 30 \| 31 \| \| \| \| \| \| \| \| \| \| \| |    |    |    |    |    |    |
| 日 | 一 | 二 | 三 | 四 | 五 | 六 |
| |    | 1  | 2  | 3  | 4  | 5  |
| 6 | 7  | 8  | 9  | 10 | 11 | 12 |
| 13 | 14 | 15 | 16 | 17 | 18 | 19 |
| 20 | 21 | 22 | 23 | 24 | 25 | 26 |
| 27 | 28 | 29 | 30 | 31 |    |    |
| |    |    |    |    |    |    |

| 日 | 一 | 二 | 三 | 四 | 五 | 六 |
|    |    | 1  | 2  | 3  | 4  | 5  |
| 6  | 7  | 8  | 9  | 10 | 11 | 12 |
| 13 | 14 | 15 | 16 | 17 | 18 | 19 |
| 20 | 21 | 22 | 23 | 24 | 25 | 26 |
| 27 | 28 | 29 | 30 | 31 |    |    |
|    |    |    |    |    |    |    |

2020年是一個閏年，第一天是星期三。
2020年受到嚴重特殊傳染性肺炎疫情的嚴重影響，導致全球社會與經濟崩潰、各項既定活動普遍取消或延遲、全球性封鎖及1930年代大蕭條以來最大的經濟衰退，工業商業大幅減少消耗能源，石油價格大跌。《地理空間世界》也將其稱為“全球暖化最糟糕的一年”，部分原因是全球範圍內的重大氣候災難，包括澳大利亞和美國西部的大規模森林火災，以及影響北美大部分地區的極端熱帶氣旋活動。2020年12月發布的聯合國進展報告指出，2020年的國際可持續發展目標均未實現。
2020年被聯合國宣佈為“國際植物健康年”，也被世界衛生組織宣佈為“護士和助產士年”。

## 大事記

### 重要熱點
- 2019冠狀病毒病疫情

1. 2019冠狀病毒病疫情全球反應與影響
2. 2019冠狀病毒病疫情引發的經濟衰退：2020年國際金融恐慌、2020年俄羅斯－沙烏地阿拉伯石油價格戰
3. 2019冠狀病毒病疫情相關爭議

- 美國相關重要熱點

1. 2019冠狀病毒病美國疫情
2. 喬治·佛洛德之死引發的示威活動
3. 唐納德·特朗普彈劾案
4. 2018－2020年中美貿易戰
5. 2020年美國總統選舉

- 中國大陸相關重要熱點

1. 2019冠狀病毒病中國大陸疫情
2. 2020年中國南方水災
3. 2020年中印邊境衝突
4. 2020年內蒙古雙語教育新政策爭議
5. 2018－2020年中美貿易戰
6. 2020年12月中國大陸停電限電事件

- 中東相關熱點：阿拉伯之春、阿拉伯之冬、第二次阿拉伯之春

1. 敘利亞內戰、凱撒敘利亞平民保護法案
2. 2019－2022年蘇丹抗議活動（英语：2019–2022 Sudanese protests）
3. 第二次利比亞內戰
4. 葉門內戰 (2014年至今)
5. 2019－2020年阿爾及利亞示威
6. 2019－2020年伊拉克抗議
7. 2019－2020年黎巴嫩抗議
8. 2020年貝魯特爆炸事故

- 2019年－2022年波斯灣危機

1. 2020年巴格達國際機場空襲
2. 2020年伊朗襲擊伊拉克美軍基地
3. 烏克蘭國際航空752號班機空難
4. 2019－2020年伊朗抗議

- 印太地區相關熱點

1. 自由哨兵行动
2. 反對逃犯條例修訂草案運動（2019年－）
3. 香港《國歌條例》通過
4. 《香港特別行政區維護國家安全法》通過
5. 2019年－2020年澳大利亞叢林大火
6. 印度公民身份法修正案示威（2019年－2020年）
7. 2020年馬來西亞政治危機
8. 南北共同聯絡事務所炸毀事件
9. 2020年泰國示威
10. 2020年中華民國總統選舉

- 獨聯體國家相關熱點

1. 2020年白俄羅斯示威
2. 2020年吉爾吉斯斯坦示威
3. 2020年7月亞美尼亞－亞塞拜然武裝衝突
4. 2020年9月納戈爾諾－卡拉巴赫衝突

- 歐洲相關熱點

1. 英國正式脫離歐盟
2. 法國 黃背心運動 （2018年－）
3. 2019－2020年法國養老金改革罷工
4. 塞爾維亞對2019冠狀病毒病的抗議（英语：COVID-19 protests and riots in Serbia）

- 拉丁美洲相關熱點

1. 委內瑞拉總統與議長地位危機
2. 2018－2020年尼加拉瓜示威
3. 2019－2020年智利示威
4. 2020年瓜地馬拉示威

- 非洲相關熱點

1. 2019－2020年東非蝗災
2. 2020年奈及利亞抗議
3. 2020年馬里政變

### 1月
- 1月1日：

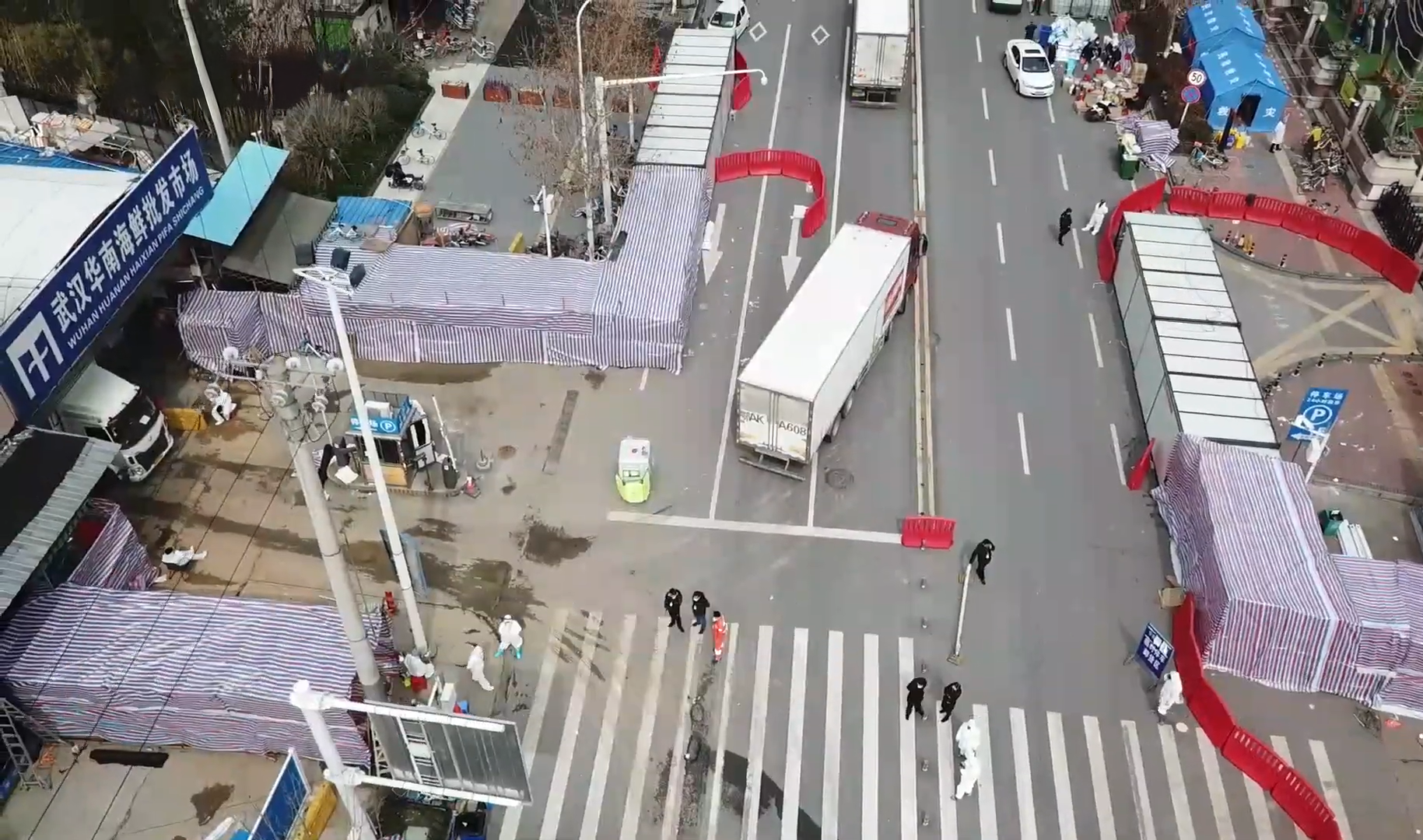
1月1日：中華人民共和國湖北省武漢市傳出不明原因肺炎事件

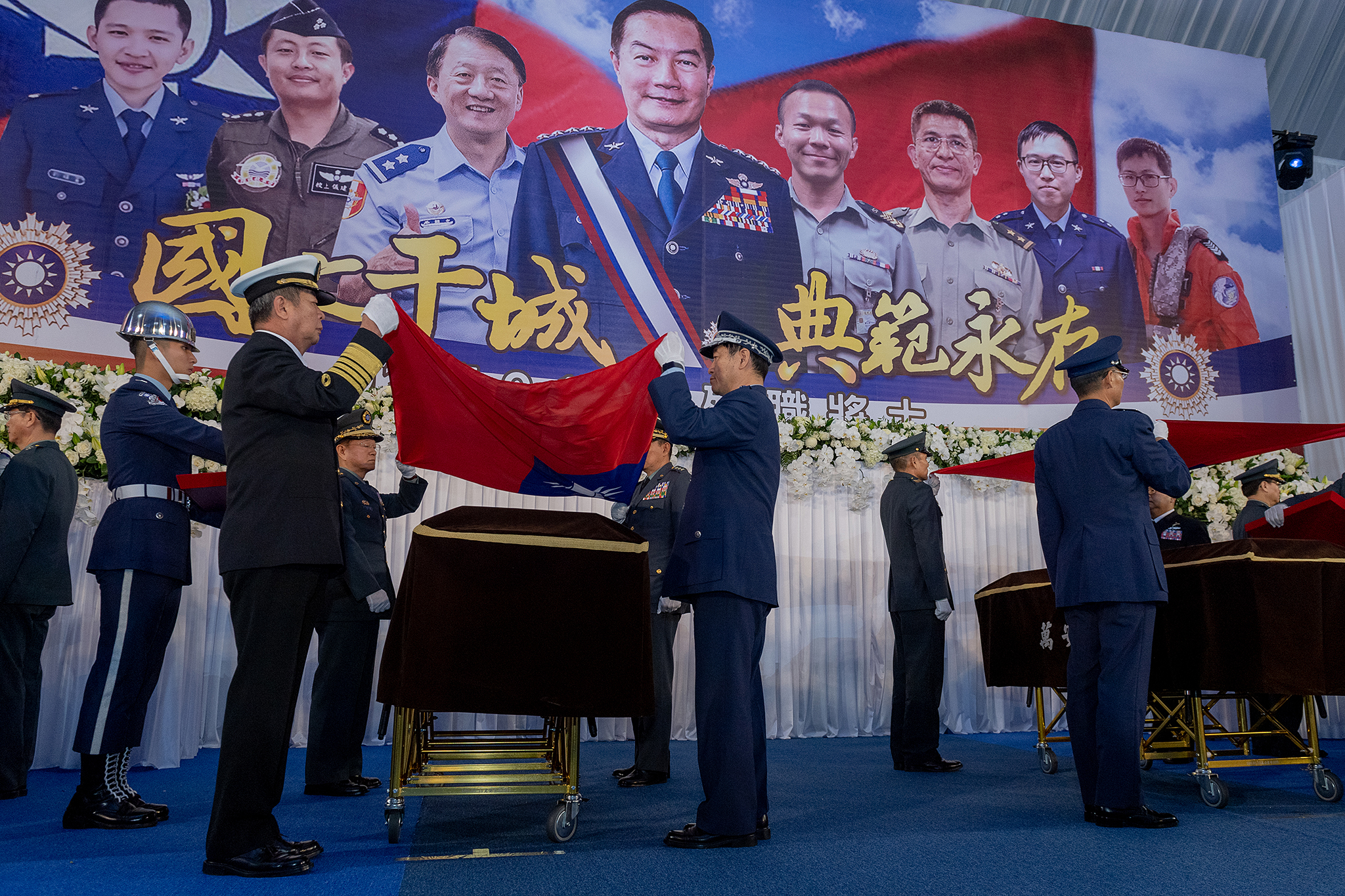
1月2日：中華民國空軍發生黑鷹直升機墜毀事故

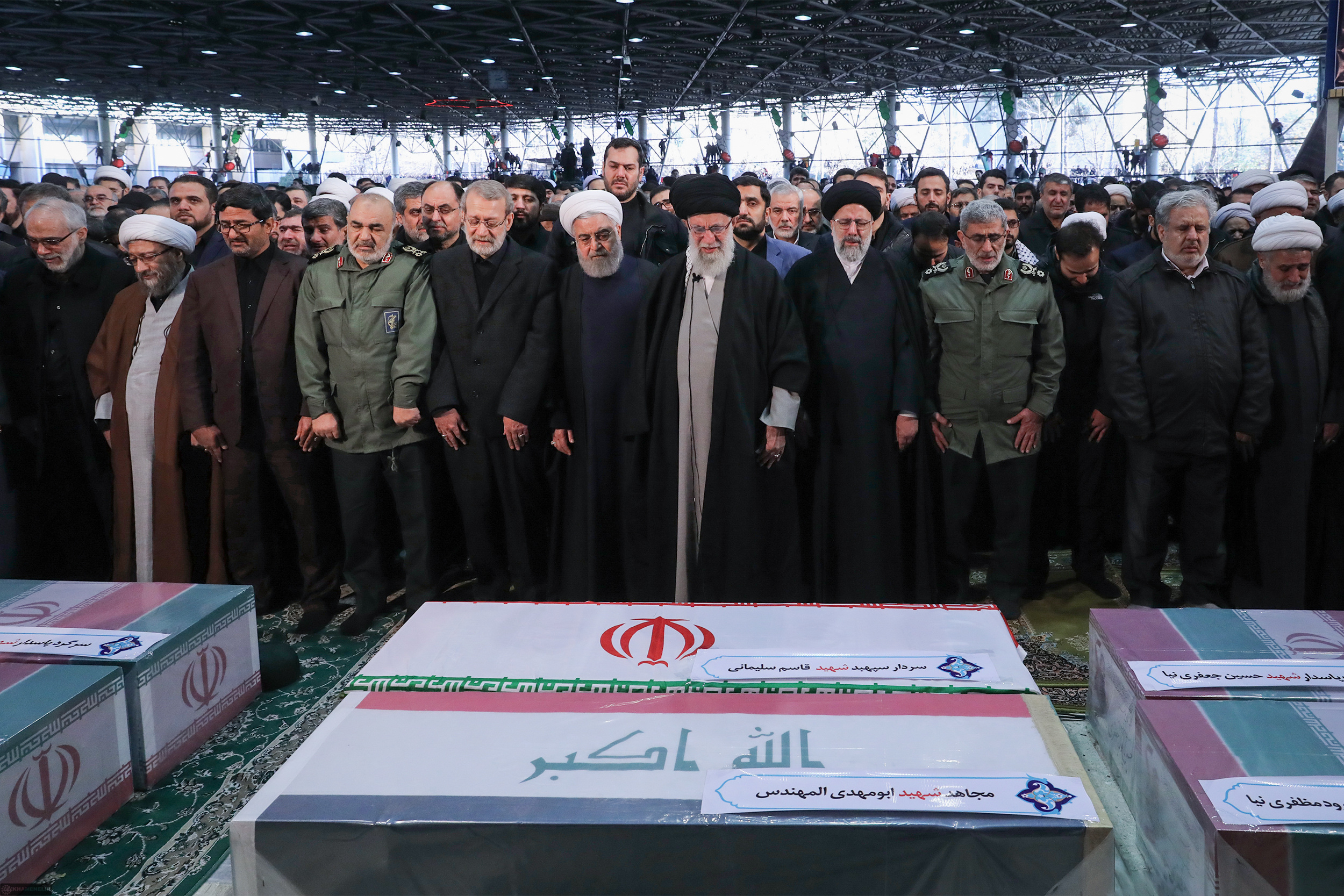
1月3日：伊朗特種部隊聖城軍指揮官卡西姆·蘇萊曼尼在伊拉克巴格達國際機場附近遭到美軍無人機空襲致死，伊朗政府宣稱將採取報復措施

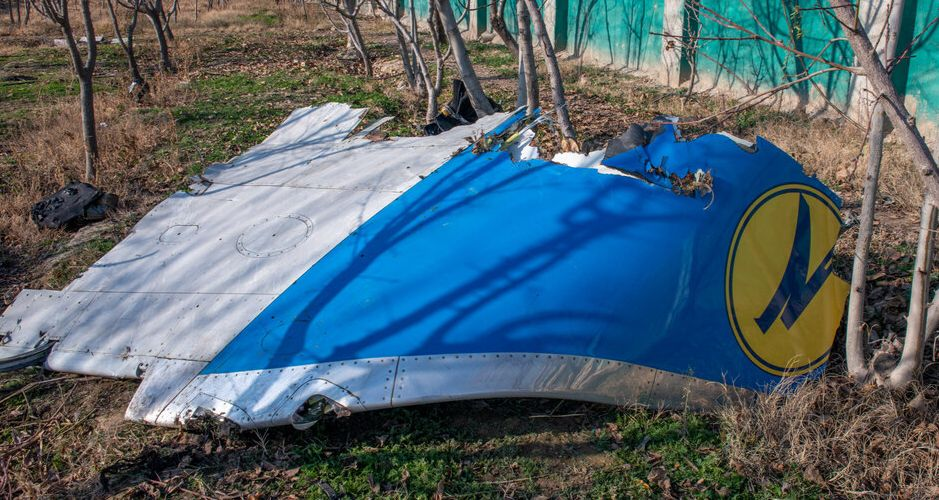
1月8日：烏克蘭國際航空一架波音737-800型客機從伊朗德黑蘭起飛後不久在空中解體墜毀，機上176人全部遇難

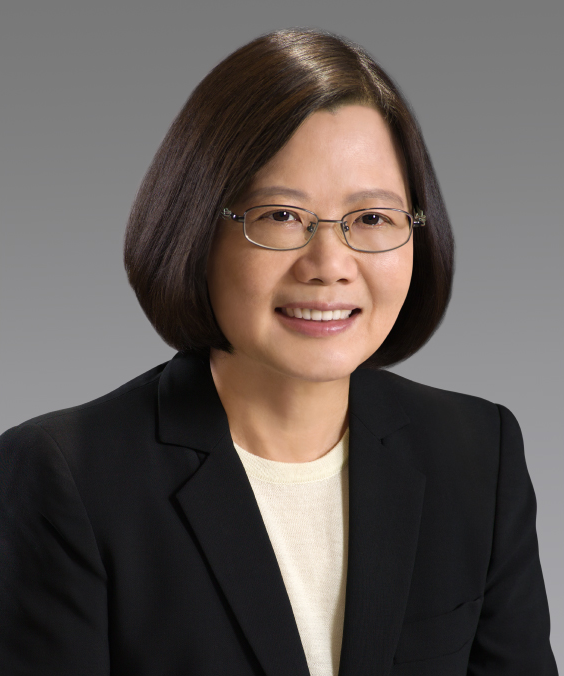
1月11日：中華民國舉行第15屆總統暨第10屆立法委員選舉，民主進步黨的蔡英文擊敗中國國民黨的韓國瑜而連任總統。該黨也在立法院取得過半席次

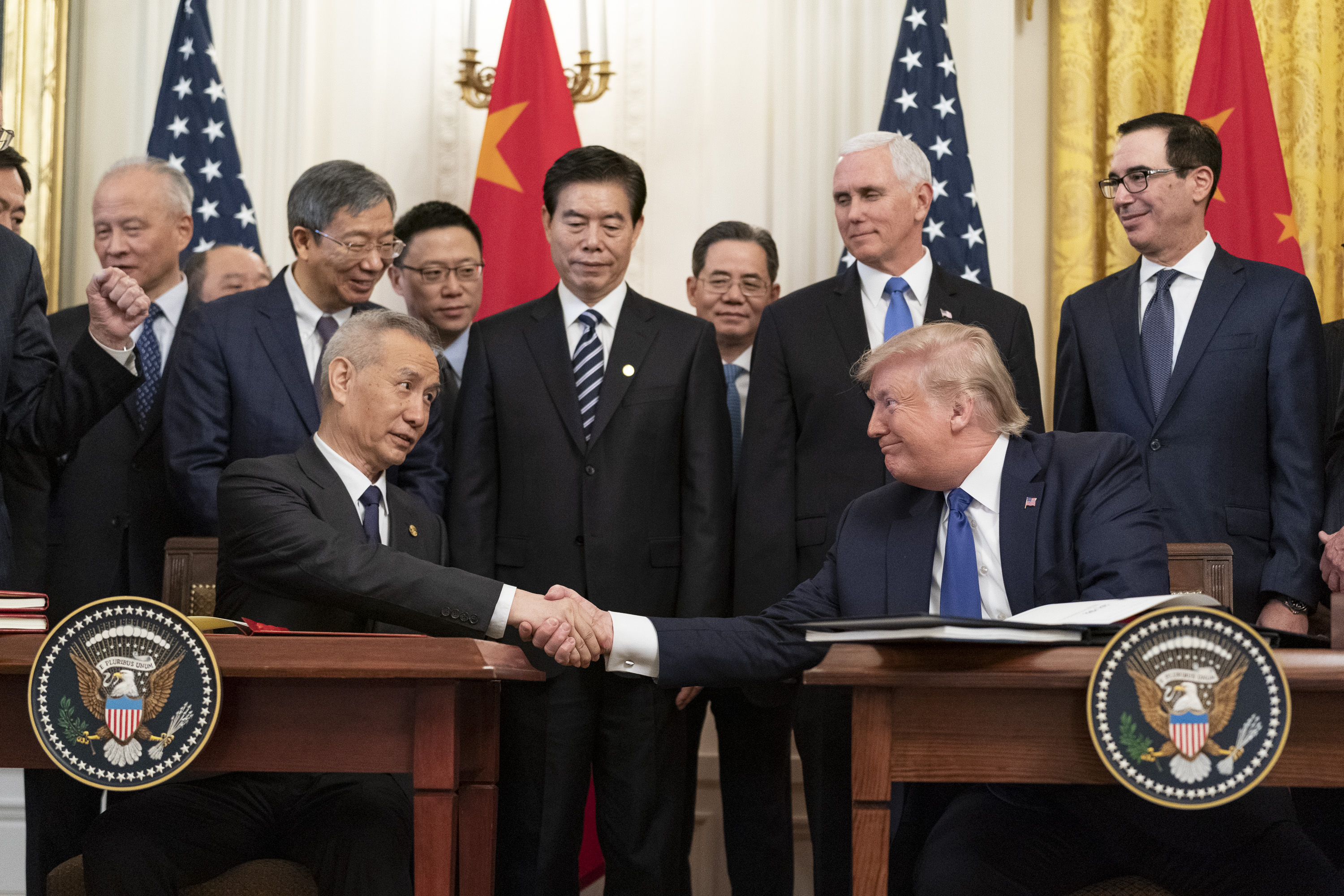
1月15日：中華人民共和國國務院副總理刘鹤率團前往美國，在白宮與美國總統特朗普簽署第一階段貿易協議，讓長達18個月的美中貿易爭端告一段落

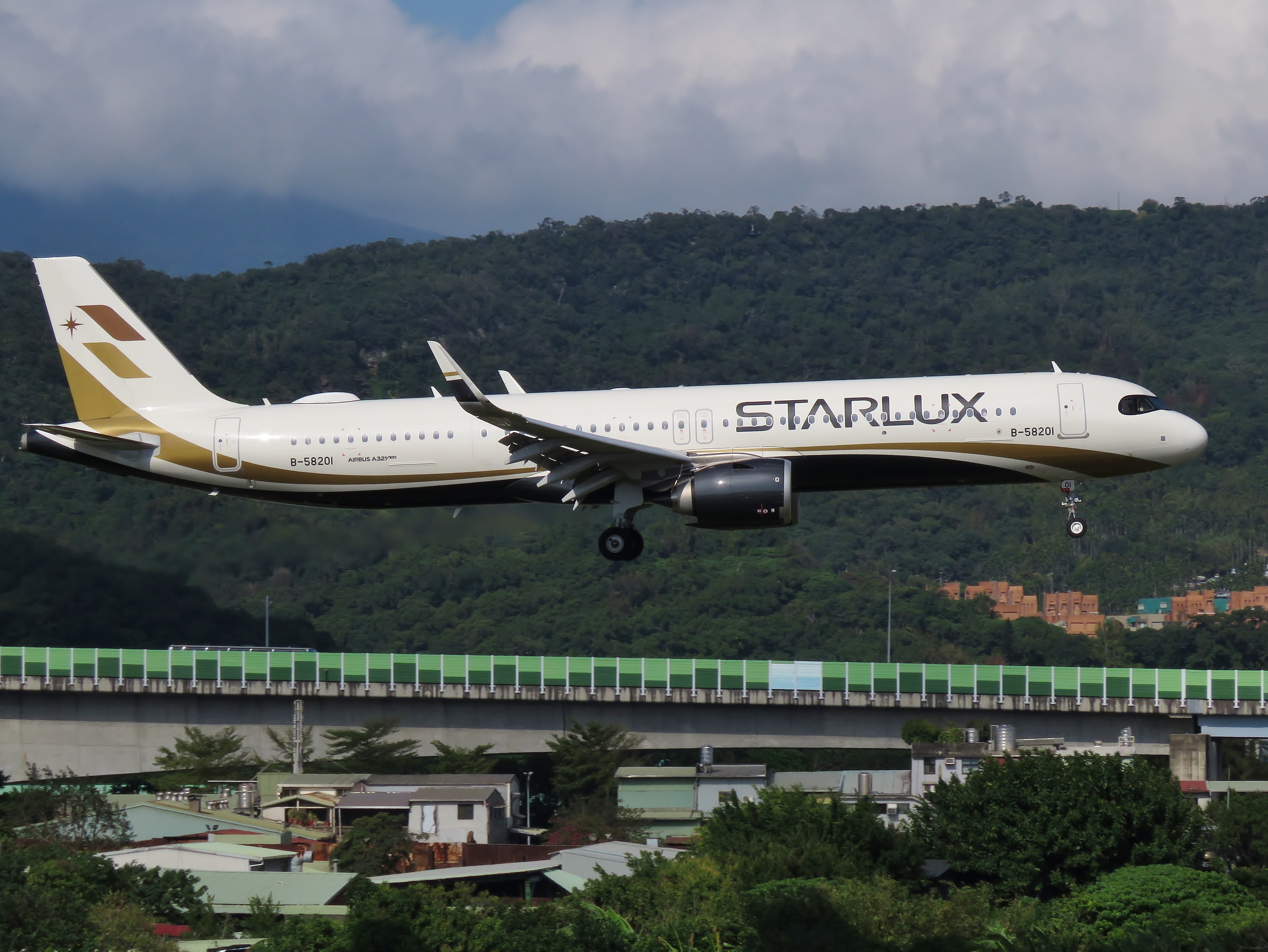
1月23日：台灣第三大航空公司，星宇航空正式開航，首航機空客A321-200neo飛抵澳門、越南峴港、馬來西亞檳城等三條航線

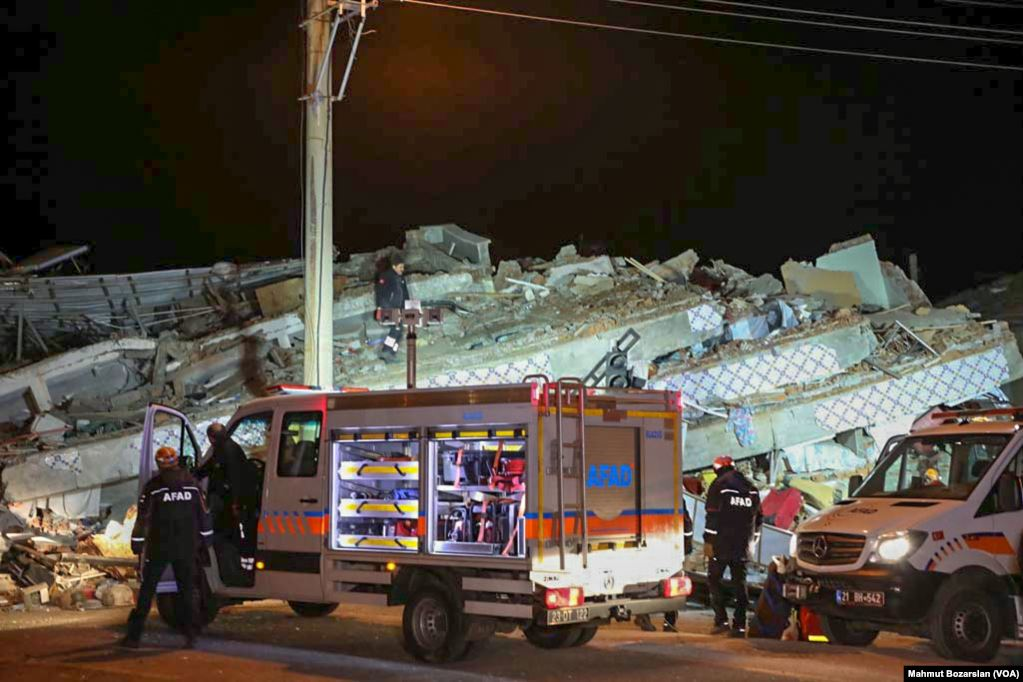
1月24日：土耳其埃拉澤地震，此次地震造成至少有41人罹難，1,600多人受傷，地震矩規模為6.7

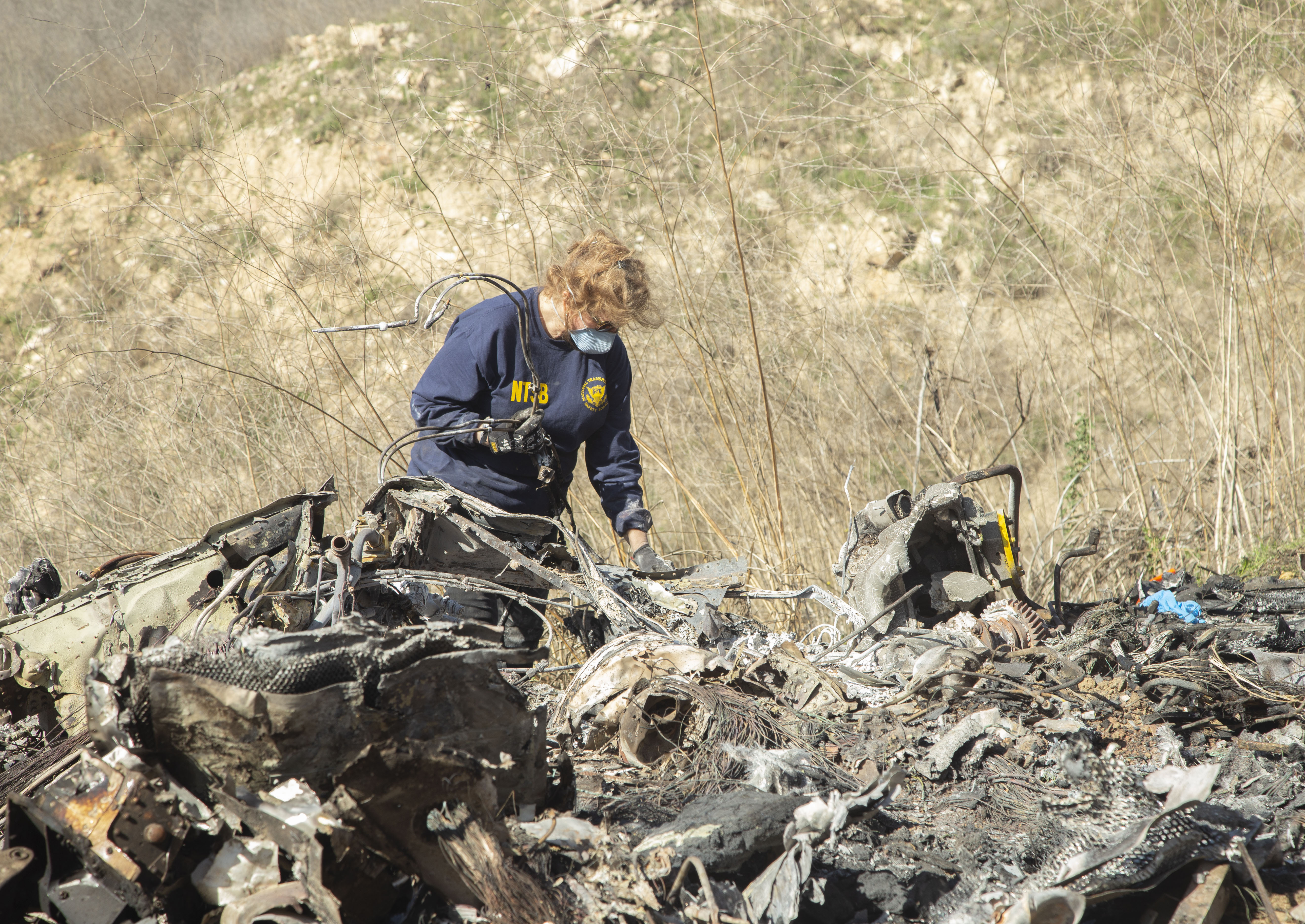
1月26日：長期效力於洛杉磯湖人的美國NBA球員科比·布萊恩特上午在加利福尼亞州搭乘直升機墜毀身亡，享年41歲

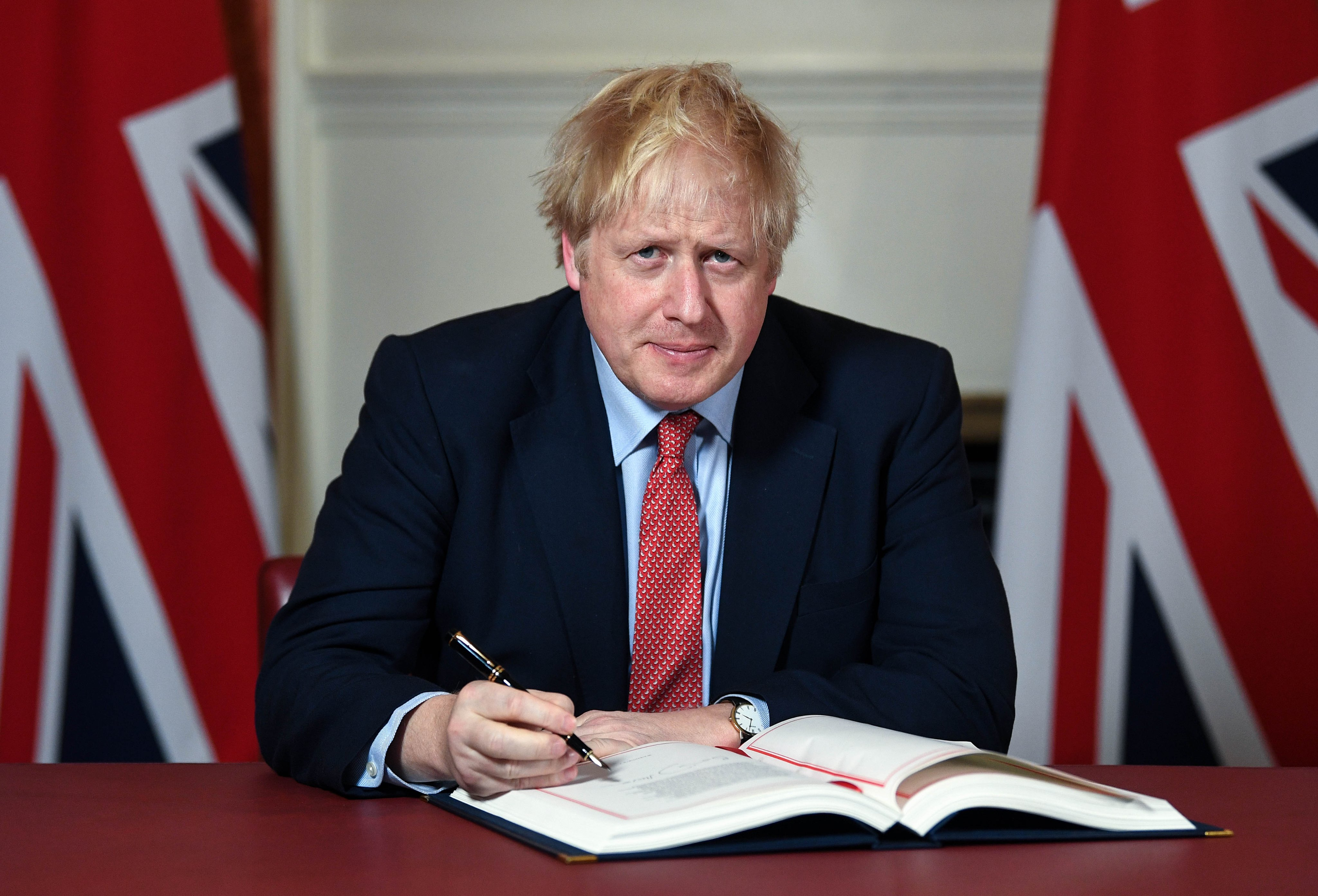
1月31日：英國脫離歐盟，結束47年的成員國身分，是歐盟成立以來第一個退出的國家

  - 太平洋島國帛琉禁用含有害珊瑚礁成分的防曬乳液，違者罰款，是全球第一個禁用該等產品的國家。該國也於同日成立全球最大的海洋保護區[6]。
  - 荷兰政府實施“正名”，自本日起在正式場合停用荷文及英文名“Holland”，改用該國正式名稱 “Netherlands”，但非強制更名[7]。
  - 民間人權陣線發起一年一度的元旦遊行。
  - 中華人民共和國武漢市傳出不明原因肺炎事件。
  - 印度在最近一次探月任務登陸失敗後，宣佈第3次登月任務「月船3號」獲得批准，將搭載類以配備，包括登陸器和探測車，但無軌道飛行器[8]。
  - 國際海事組織（IMO）「防止船舶污染國際公約（MARPOL）」附則VI下要求今日起實施船舶排氣硫化物含量不超過0.5%等要求。
- 1月2日：
  - 中華民國空軍發生黑鷹直升機墜毀事故。
  - 國際學術期刊《整體環境科學》發佈一篇研究論文估計，曾經是中華人民共和國淡水魚之王的長江白鱘在2005-2010年時已經滅絕。
- 1月3日——伊朗特種部隊聖城軍指揮官卡西姆·蘇萊曼尼在伊拉克巴格達國際機場附近遭到美軍無人機空襲致死，伊朗政府宣稱將採取報復措施。
- 1月4日——前中共山西省委書記駱惠寧調任香港中聯辦主任。
- 1月5日：
  - 克羅埃西亞舉行2019–2020年總統選舉第二輪投票，前總理社會民主黨的佐蘭·米拉諾維奇擊敗現任總統科琳達·格拉巴爾-基塔羅維奇，當選總統。
  - 經土耳其大國民議會表決，總統埃爾多安宣佈土耳其軍隊將進駐陷入內戰的利比亞，以支持受國際社會承認的民族團結政府。
  - 因美軍近日於巴格達的刺殺行動，伊朗宣佈將不再遵守2015年達成的伊朗核問題全面協議。[9]
  - 日本政府宣佈欲將「航空自衛隊」更名為「航空宇宙自衛隊」，最快將於2021年完成這一計畫。此為該組織自1954年創立以來的首次更名[10]。
- 1月6日：
  - 澳大利亞政府承諾將撥款20億澳元給一家新成立的災後重建機構，幫助重建在叢林大火中被毀的房屋和基礎設施。[11]
  - 美國太空總署宣佈，凌日系外行星巡天卫星發現一顆距離地球僅100光年且大小相近的行星TOI-700 d，位於適居帶內，可能有水[12]。
  - 臺灣蘇花公路改善計畫中的南澳－和平、和中－大清水兩個路段於當地時間下午4點開放通車。
- 1月7日：
  - 韓國總統文在寅批准頒布《公職選舉法》修訂案，投票年齡從19歲降至18歲，4月15日國會議員選舉首先適用[13]。
  - 韓國產業通商資源部表示，2019年全球造船訂單量為2529萬CGT，韓國以佔有率37.2％略超中國而排名第一，日本、義大利位居第三、四名[14]。
  - 中國官方成立的專家小組判定，武漢不明原因肺炎來自一種新型冠狀病毒 （SARS-CoV-2），與SARS及中東呼吸症候群（MERS）的禍首相近[15][16]。
- 1月8日：
  - 伊朗伊斯蘭革命衛隊向美國駐伊拉克的阿薩德空軍基地發射數十枚彈道導彈，作為對1月3日美暗殺行動的報復。
  - 烏克蘭國際航空一架波音737-800型客機從伊朗德黑蘭起飛後不久在空中解體墜毀，機上176人全部遇難。
- 1月9日：
  - 英國下議院以330票對231票三讀通過脫歐協議法案，該法案尚需送交上議院表決，但預料將及時完成立法程序，趕上1月31日的脫歐期限[17]。
  - 美國眾議院以224票對194票通過限制總統川普對伊朗發動攻擊的權限。這項決議可能僅具象徵意義，難以在共和黨占優勢的參議院通過[18]。
  - 台灣接獲中國大陸通知法定傳染病，病原體初步判定為新型冠狀病毒（SARS-CoV-2）[19]。
- 1月10日——中國人民銀行發布《盤點央行的二〇一九金融科技》文章，表示該行已基本完成準備工作，年內可望推出法定數位貨幣，搶得全球頭香[20]。
- 1月11日：
  - 伊朗正式表明烏克蘭國際航空752號班機空難系伊朗軍方誤射導致。
  - 澳大利亞總理承認在應對2019－2020年澳洲叢林大火危機中存在失誤。本輪山火造成的遇難人數已上升到28人[21]。
  - 朝鮮外務省顧問表示，除非美國同意朝鮮提出的全部要求，否則朝鮮不再和美國進行談判。
  - 中華民國舉行第15屆總統暨第10屆立法委員選舉，民主進步黨的蔡英文擊敗中國國民黨的韓國瑜而連任總統。該黨也在立法院取得過半席次。
  - 被譽為「中國天眼」的球面射電望遠鏡（FAST）通過驗收，正式投入運行[22]。
- 1月12日：
  - 阿曼蘇丹卡布斯·本·賽義德逝世，海塞姆·本·塔里克·阿勒賽義德繼任阿曼蘇丹。
  - 目前榮休的前教宗本篤十六世出新書《來自我心深處：神職、獨身及天主教會危機》，針對於教士獨身議題，在書中引經據典解釋其必要性[23]。
  - 菲律賓的塔阿爾火山爆發。
- 1月13日——美國財政部公佈外匯報告，除取消將中華人民共和國列為匯率操縱國外[24]，報告說沒有主要經濟體被列為匯率操縱國[25]。
- 1月14日：
  - 微軟結束對操作系統Windows 7的全部技術支援[26]。
  - 美國波音宣佈，2019年商用飛機的交付量減少53％，降至380架。競爭對手歐洲空中巴士增長8%，交付863架，時隔8年奪回首位寶座[27]。
- 1月15日：
  - 中華人民共和國國務院副總理劉鶴率團前往美國，在白宮與美國總統特朗普簽署第一階段貿易協議，讓長達18個月的美中貿易爭端告一段落[28]。
  - 俄羅斯政府及總理梅德韋傑夫請辭。隨後，俄總統普京提名其擔任俄羅斯聯邦安全會議副主席。
  - 中華民國衛生福利部公告，新增「嚴重特殊傳染性肺炎」為第五類法定傳染病[29]。
- 1月16日：
  - 美國參議院經過簡短辯論，參議員以89票對10票通過這項貿易法案，批准新版《美國-墨西哥-加拿大協定》（USMCA）生效[30]。
  - 德國政府宣佈未來18年將投資逾443億歐元，在2038年脫離燃煤發電。超過八成日本企業支持脫離燃煤發電，批評政府未努力對抗氣候變遷[31]。
  - 中國銀河航天在酒泉衛星發射中心用快舟一號甲運載火箭，成功將首顆通信能力達10Gbps的低軌寬頻通信衛星[32]。
  - 馬來西亞首相馬哈迪·莫哈末宣佈自己取代教育部長馬智禮馬烈，兼代教育部長。
- 1月17日——中華人民共和國國家統計局局長寧吉喆表示，2019年中國人均GDP達到10276美元，這使得該國擁有全世界最大的中等收入群體[33]。
- 1月18日——日本的大學入學考試登場，為大学入试中心试验的最後一屆，未來將改制為大学入学共通考试，國語和數學將增加手寫題，並採計民間英檢成績[34]。
- 1月19日：
  - 中華民國臺北捷運環狀線的新北產業園區站－大坪林站路段，開放試乘[35]。
  - 中華人民共和國國家發改委、生態環境部發布新版限塑令，到2020年底，計畫單列市以上城市將局部禁止或限用不可降解塑膠袋[36]。
  - 中遠海運在上海長興島，航運技術與安全科研設施及基地建設專案迎來了重要節點，深水拖曳水池(31°21′06.61″N 121°45′36.54″E / 31.3518361°N 121.7601500°E)順利注水[37]。
  - 美國太空探索技術公司載人版「龍」飛船完成飛行中發射中止測試，驗證了火箭上升段出現緊急情況時宇航員的逃生能力[38]。
- 1月20日：
  - 印度國防參謀長拉瓦特上將在南部的坦賈武爾空軍基地督導攜帶布拉莫斯超音速巡弋飛彈的Su-30MKI戰鬥機服役典禮，該飛彈可帶核子彈頭[39]。
  - 中華人民共和國公安部戶政管理研究中心發布《二〇一九年全國姓名報告》指出，按戶籍人口數，王、李、張、劉、陳依舊占據前五位[40]。
  - 中華人民共和國國家衛生健康委員會發佈公告，新型冠狀病毒感染的肺炎納入法定乙類傳染病，按甲類管理[41]。
- 1月21日——世界衛生組織首次發布，全球2019冠狀病毒病疫情確診最新資料[42]。
- 1月22日：
  - 美國總統川普在瑞士世界經濟論壇表示，歐盟只能和美國洽簽新的貿易協定。美國製造業和服務業對歐盟貿易逆差在2018年是1090億美元[43]。
  - 英國脫歐法案在上議院放棄再修改的情況下通過，接下將由來女王伊麗莎白二世在23日簽署成為法律，以便如期在本月31日正式脫離歐盟[44]。
  - 韓國現代汽車發布，2019年首次迎來年銷售額100萬億韓元的時代。這是韓國繼2008年三星電子之後，第二家突破100萬億韓元的製造企業[45]。
- 1月23日：
  - 武漢市新型冠狀病毒感染的肺炎疫情防控指揮部1月23日淩晨發佈消息，自1月23日10時起，武漢開始封城。[46]
  - 台灣第三大航空公司，星宇航空正式開航，首航機空客A321-200neo飛抵澳門、越南峴港、馬來西亞檳城等三條航線[47]。
  - 海牙國際法庭判決，緬甸應立即採取行動，防止羅興亞人遭種族滅絕[48]。
  - 美國財政部長梅努欽表示，美英將會在年底前達成英國脫歐後的貿易協議。英國商務大臣李德森說，英國重視向美國科技公司徵收數位稅[49]。
  - 歐洲議會的憲政事務委員會以23票對3票，提議歐洲議會下星期召開全會，正式表決簽署英國脫歐協議，確保英國在31日期限前脫離歐盟[50]。
  - 川普政府公佈旨在防止外籍婦女來美「生育旅行」的簽證新規，並於24日生效上路[51]。
- 1月24日：
  - 為應對新型冠狀病毒肺炎的擴散，中華人民共和國湖北省內包括省會武漢市等十多個城市實施“封城”措施。[52]
  - 歐洲聯盟委員會主席範德賴恩、以及歐洲聯盟理事會主席米歇爾，簽署了英國的《退出協議法案》，為歐洲議會批准這項協議鋪路[50]。
  - 土耳其埃拉澤地震，此次地震造成至少有41人罹難，1,600多人受傷，地震矩規模為6.7。
- 1月25日——波音公司搭载全球最大雙引擎奇異GE9X的噴氣式客機波音777X，正式首次試飛成功[53]。
- 1月26日——長期效力於洛杉磯湖人的美國NBA球員科比·布萊恩特上午在加利福尼亞州搭乘直升機墜毀身亡，享年41歲。[54]
- 1月28日：
  - 美國司法部宣佈，哈佛大學化學系主任查爾斯·利伯與兩名人士控暗中協助中華人民共和國竊取美國技術，據稱與「千人計畫」有關[55]。
  - 格林尼治時間28日19時10分（北美東部時間28日14時10分）在古巴與牙買加之間的加勒比海海域發生MW7.7級地震，並一度發出海嘯警報。[56]
- 1月29日：
  - 歐洲議會全會表決，以621票對49票和13票棄權獲得通過，正式簽署英國脫歐協議。歐盟成員國的外交官在30日以書面方式批准協議[57]。
  - 中華人民共和國國家衛生健康委員會公佈，累計新型冠狀病毒肺炎確診病例5974例，超過2003年SARS確診人數[58][59]。
  - 歐盟執委會發布為了降低網路風險的5G指南，但並未應華府要求，直接點名將華為排除在5G建設之外[60]。
  - 美國國家科學基金會（NSF）發布，在夏威夷架設的井上建太陽望遠鏡首張回傳的高解析度圖像，讓世人得以一窺覆蓋太陽表面的電漿體[61]。
- 1月30日：
  - 世界衛生組織於晚間宣佈源自中華人民共和國武漢的新型冠狀病毒肺炎疫情構成「國際關注的公共衛生緊急事件」（PHEIC）[62][63][64]。
  - 中國大陸新型冠狀病毒肺炎疫情蔓延，美國國務院領事事務局更新前往中國大陸的旅遊警示，升為最嚴重的第四級「請勿旅行」[65]。
- 1月31日：
  - 英國脫離歐盟，結束47年的成員國身分，是歐盟成立以來第一個退出的國家。[66]」
  - 中華民國交通部宣佈廢除遠東航空民用航空運輸業許可證。遠航成為台灣航空史上首家因無預警停飛遭廢證的公司[67]。
  - 中華民國中央流行疫情指揮中心宣佈，繼中國大陸、澳洲、日本後，已成功分離出新型冠狀病毒的病毒株，為發展快篩試劑及疫苗的基礎[68][69]。
  - 中華民國臺北捷運環狀線的新北產業園區站－大坪林站路段，正式開通[70]

### 2月
- 2月1日——英國脫離歐盟後，歐洲議會議員，總數751名減至705名[71]。
- 2月2日——美軍一架專門偵測核爆的WC-135核偵察機飛入南海後北上，並飛往台灣海峽[72]。
- 2月3日：
  - 英國首相鮑里斯·約翰遜警告，若歐盟拒絕跟英國簽署「加拿大式」自貿協定，英國很可能將恢復接受世界貿易組織條款的規範[73]。
  - 黑莓手機可能即將走入歷史。該品牌獨家授權商中華人民共和國科技公司TCL科技宣佈合約於8月到期後，將不再生產及銷售黑莓品牌裝置[74]。
  - 華爾街日報「全球視野」專欄作家米德（英语：Walter Russell Mead）以一篇標題為《中華人民共和國真正的亞洲病夫》[75]文章突然受到關注[76][77][78]。
- 2月4日：
  - 英國政府宣佈將從2035年起禁售新款燃油和油電車，以減少空氣汙染，比原計畫提前五年，幫助英國在2050年前將碳的淨排放量減至零[79]。
  - 美國海軍與波音公司宣佈，已成功測試讓2架EA-18G電子作戰機接受附近第3架F/A-18戰鬥機的操控飛行，證明軍機遙控多架軍機可行[80]。
- 2月5日——美國參議院進行彈劾總統特朗普投票，「妨礙國會調查」、「濫用職權」兩項皆宣告川普無罪，唯後者有猶他州參議員米特·羅姆尼跑票[81]。
- 2月6日——阿根廷國家氣象局表示，位於南極半島最北端的阿根廷埃斯佩蘭薩科考站中午氣溫為18.3攝氏度，打破1961年有紀錄以來的歷史高溫[82]。
- 2月7日：
  - 被稱為新型冠狀病毒（2019-nCoV） 「吹哨人」的武漢眼科醫師李文亮，因防疫過程遭感染肺炎，病逝於武漢中心醫院[83]。
  - 中華人民共和國國家衛生健康委決定將新型冠狀病毒感染的肺炎（2019-nCoV）暫命名為“新型冠狀病毒肺炎”，簡稱“新冠肺炎”[84]。
- 2月8日：
  - 為應對新冠肺炎，香港特區政府宣佈所有由中華人民共和國內地入境人士（包括香港人及外國旅客在內）須強制檢疫14天，期間不得離港[85]。
  - 華爾街日報報導，由美國國防部、美國國土安全部和美國司法部代表組成的電信團隊，不批准由洛杉磯連接香港的太平洋海底光纖電纜計畫[86]。
- 2月9日：
  - 歐洲太空總署在美國卡納維爾角空軍基地SLC-41成功發射太陽軌道載具，將進行對太陽近距離觀測[87]。
  - 韓國電影《寄生上流》創造奧斯卡金像獎外語片歷史的新頁，榮獲最佳影片、最佳導演、最佳原創劇本、最佳國際電影等四大獎項[88]。
  - 非洲聯盟召開第33屆高峰會，非盟新主席西里爾·拉馬福薩宣示將致力於解決各國的衝突，以減少聯合國及法國等插手非洲事務[89]。
- 2月10日：
  - 世衛派遣流行病專家團隊到中國大陸最前線，深入研究新型冠狀病毒。這支團隊將由加拿大權威醫師布魯斯·艾爾沃德擔任領隊[90]。
  - 美國貿易代表署公佈，縮減「開發中國家」和「低度開發國家」的內部名單，包括中國、印度、韓國、新加坡等25個經濟體被排除在外[91]。
- 2月11日：
  - 中華人民共和國國家衛生健康委員會發佈，新型冠狀病毒累計死亡病例1017例，為疫情爆發以來首次突破一千人次大關。[92]
  - 世界衛生組織（WHO）將2019年12月31日在中華人民共和國首度確認的致命冠狀病毒疾病（2019-nCoV）正式命名為COVID-19[93]。
  - 聯合國糧食及農業組織（FAO）呼籲全球高度戒備蝗災，防止糧食危機。本次蝗災始於非洲，經紅海進入亞洲，目前已達巴基斯坦和印度[94]。
- 2月13日：
  - 中共中央決定，應勇取代蔣超良任中共湖北省委委員、常委、書記。王忠林取代馬國強任中共湖北省委常委、武漢市委書記[95]。
  - 台灣第一支民間自製探空火箭、晉陞太空科技研製「飛鼠一號（HAPITH-I）」，在台東縣達仁鄉南田部落發射場，因氣候不佳而終止[96]。
  - 美國司法部以共謀詐欺和密謀竊取商業機密等16項新罪名起訴中國電信大廠華為技術公司[97]。
  - 南極半島北端外島鏈上的西摩島測得攝氏20.75度的新高溫，是南極洲有史以來首度跨越攝氏20度門檻。該島上有阿根廷的馬蘭比奧基地[98]。
- 2月14日：
  - 香港屯馬綫一期大圍至啟德段通車，至於啟德至紅磡段，受沙中綫偷工減料醜聞影響，預計通車時間為2020年末或2021年初。
  - 自本日起，美國將去年9月起對來自中華人民共和國加徵關稅的1200億美元商品調降一半稅額，中方亦對來自美方的750億美元商品同等處理[99]。
  - 日經新聞報導，為打造2030年代的6G通訊技術標準，NTT提出「創新光學無線網路」（IOWN）的構想，將資料傳輸媒介從電改為光[100]。
  - 德國總統史坦麥爾在慕尼黑安全會議指控美國、俄國、中華人民共和國讓世界變得更危險。他說，「『再次偉大』是靠著犧牲鄰國和夥伴」[101]。
- 2月15日：
  - 華爾街日報報導，川普政府可能拒絕發照給奇異和法國賽峰的合資企業CFM國際，令其不再出口用於客機的飛機引擎至中華人民共和國[102]。
  - 美國國務卿龐培歐在慕尼黑安全會議表示，西方價值將會戰勝俄羅斯和中華人民共和國追求「帝國」的欲望。這次會議聚焦在「西方缺席」[103]。
- 2月16日——臉書（Facebook）執行長祖克柏在慕尼黑安全會議中表示，線上內容理應受到管理，且管理方法應介於新聞業與電信業現行規範之間[104]。
- 2月17日：
  - 世界衛生組織總幹事譚德塞表示，COVID-19在中華人民共和國的新增病例呈下降趨勢，目前不會提高疫情的全球範圍風險級別。[105]
  - 阿拉伯聯合大公國宣佈，已向阿拉伯世界第一座核電廠「巴拉卡核電廠」四個機組中的一個核發運轉執照，「開啟歷史新頁」[106]。
- 2月18日：
  - 美國總統川普透過Twitter表示，美國仍希望中華人民共和國購買美國公司出產的噴射機引擎。他表示，沒有任何藉口阻止美國對外開放[107]。
  - 路透社報導，川普政府考慮修改法規以封鎖供應商向華為提供晶片。另外，也在研議禁止中華人民共和國企業使用美國的晶片製造設備[108]。
  - 總部設在美國的「世界人口綜述」最新報告表示，印度在2019年超過英國和法國，成為全球第5大經濟體[109]。
  - 美國國務院根據《外國使團法》，宣佈將新華社、中國環球電視網、中國國際廣播電台、中國日報以及美國海天發展視為外國使團[110]。
- 2月19日：
  - 俄羅斯宣布自莫斯科時間20日0時開始，無限期禁止中華人民共和國公民入境。俄羅斯當局指出，其原因是該國「流行病情惡化」。[111]
  - 中華人民共和國外交部表示，華爾街日報刊登的亞洲病夫評論文章屬於種族歧視，即日起吊銷該報三名駐北京記者的記者證，限期離境[112]。
  - 德國黑森州哈瑙發生槍擊事件。包括槍手在內的十一人身亡，其中五人是土耳其人，另有五人受傷。有證據顯示槍手是仇外的極右翼分子。[113]
- 2月20日：
  - 美國疾病控制與預防中心（CDC）更新旅遊提醒，2019冠狀病毒病疫情第一級旅遊警示除了原先就有的香港，新增加日本[114]。
  - 歐盟舉行英國脫歐後首場峰會，27國領導人齊聚布魯塞爾討論2021年至2027年財政預算，聚焦如何填補英國離開留下的750億歐元缺口[115]。
- 2月21日——中華民國完成5G首波頻譜競標，總價金合計1,421.91億元，創下全球第三高紀錄，僅次於韓國及德國。業者力拚第三季開台[116]。
- 2月23日——包括美、俄在內的瓦聖納協定42個成員國已同意，將軍事級網路軟體和半導體技術進行出口管制，以免流向中國、朝鮮和伊朗等國家[117]。
- 2月24日
  - 馬來西亞首相馬哈迪·莫哈末向最高元首蘇丹阿都拉遞交辭呈[118]，稍後亦辭去土團党主席職務，土團党總裁慕尤丁也在同日宣佈退出希盟[119]。
  - 駐德英軍的最後一個軍事指揮部關閉，至此所有英國部隊撤離德國。
  - 中華人民共和國全國人大常委會決定全面禁止食用野生動物和非法野生動物交易，並推遲召開十三屆全國人大三次會議。
  - 鑒於美國的“過度防疫措施”及美國國內安全形勢，中華人民共和國文化和旅遊部發佈公民赴美旅遊安全提醒，告誡近日切勿前往美國旅遊。[120]
  - 中華人民共和國外交部新發言人趙立堅上任，主持當日例行記者會時抨擊《華爾街日報》“既然有罵人的囂張，為何沒有道歉的勇氣”。[121]
  - 掀起美國#MeToo風暴的好萊塢金獎製片哈維·溫斯坦性侵案判決出爐，2項罪名成立，另3項不成立，讓溫斯坦逃過可能終身監禁的命運[122]。
  - NASA發布火星探測船「洞察號」的回傳資料，他們發現火星上有許多地震及河道，而且還記錄到火星過去被認為已經消失的磁場[123]。
  - 美國女性數學家凱薩琳·強森於今日上午逝世，她在美國國家航空暨太空總署（NASA）及其前身單位任職長達35年，從事宇宙計算工作[124]。
  - 美國總統川普在印度進行為期兩天訪問。
- 2月26日——印度莫迪政府推行新公民法，因新法排除穆斯林，造成德里附近印度教徒與穆斯林的流血衝突，莫迪今天打破沉默呼籲各方保持冷靜[125]。
- 2月27日：
  - 伊朗伊斯蘭共和國負責婦女和家庭事務的副總統馬素梅·埃蔔特卡爾被確診新型冠狀病毒肺炎，是目前為止各國確診患者中最高級別的官員。
  - 英國法院判決表示，政府在批准希斯洛機場擴建計畫時，未考慮對抗氣候變遷的承諾。歐洲最大交通樞紐擴增超過一半容量的計畫因此煞車[126]。
  - 美國新聞週刊報導，美國參謀首長聯席會議2月27日每日情報摘要預測，COVID-19可能在未來卅天內全球大流行，國防部已制定應變計畫[127]。
- 2月28日：
  - 香港壹傳媒創辦人黎智英因涉嫌非法集結、刑事恐嚇被拘捕，香港工党副主席李卓人和民主黨前主席楊森也因涉嫌非法集結被捕。三人獲准保釋。
  - 國際體育仲裁法庭正式發佈世界反興奮劑機構訴中華人民共和國游泳運動員孫楊和國際泳聯案的聽證會裁決結果，孫楊禁賽8年，即日起生效[128]。
- 2月29日——美國政府和激進組織神學士官員在卡達首都杜哈簽訂協議，神學士必須與阿富汗政府協商共用權力後；美軍將於2021年6月撤出阿富汗[129]。

### 3月
- 3月1日——中華民國臺北捷運環狀線的新北產業園區站－大坪林站路段，正式商業營運。
- 3月2日——美國政府宣佈，將對新華社等被列為「外國使團」的四家中華人民共和國媒體實施人員限額[130]。
- 3月3日：
  - 中華郵政公司宣佈，今日起實施新制「3+3郵遞區號」，前3碼「行政區編碼」維持不變，後3碼「投遞區段碼」由原來的2碼增為3碼[131]。
  - 美國聯準會緊急宣佈，調降聯邦資金利率2碼（0.5%），降低基準利率區間至1%-1.25%，以因應COVID-19疫情擴散對經濟的衝擊[132]。
- 3月4日——日本陸上自衛隊第1空降團培訓空降兵65年以來，卒業1萬9千位學員，至今誔生首位31歲女戰士橋場麗奈3等陸曹（下士）[133]。
- 3月5日：
  - 日本政府將在9日至月底暫停駐中韓兩國使館簽證效力，從中韓入境者強制隔離兩周。另7日起，拒絕近期曾至韓國、伊朗的外國人入境。[134]
  - NASA 公佈了Mars 2020 探測器的正式名稱是Perseverance（恒心、毅力）[135]。
- 3月6日——台灣RCA工傷求償案，高院更一審宣判，認定246人中，僅24人可獲賠5470萬多元，其餘222人舉證不足。律師團表示會上訴[136]。
- 3月8日：
  - 財新網報導，中華人民共和國國家衛健委的鍾南山研究團隊發現，若早5天隔離防控，有機會降低COVID-19感染人數，甚至減輕過半疫情[137]。
  - 中華民國中央研究院表示，已成功合成能辨識SARS-CoV-2蛋白質的單株抗體群，未來可將目前4小時的採檢縮短為15至20分鐘的快篩[138][139]。
- 3月9日——美國三大股指開盤暴跌，標普500指數跌7%，觸發第一層熔斷機制，而道瓊指數亦下跌近1900點，觸發熔斷機制，臨時停盤15分鐘。[140]
- 3月10日：
  - 美國政府宣佈，將延長中華人民共和國華為公司臨時許可證到5月15日，允許美國企業與華為之間展開業務[141]。
  - 英國下議院306票對282票否決保守黨提出的禁止華為參與英國5G網路建設修正案，維持政府允許華為參與英國5G非敏感部分建設的決定[142]。
- 3月11日：
  - 世界衛生組織宣佈，COVID-19疫情的爆發已經構成全球性“大流行”。目前席捲至少114個國家和地區，導致4000餘人死亡。[143]
  - 美國總統特朗普於美東時間11日晚9時許宣佈，由13日午夜起未來30天內，除英國外，所有從歐洲至美國的旅行活動都將被暫停。[144]
  - 涉及性侵案的好萊塢電影製作人哈維·溫斯坦被紐約曼哈頓法院判刑23年。眾多受害者視判決為「#MeToo」反性騷擾運動勝利里程碑[145]。
- 3月12日——美國道瓊指數創1987年以來最大跌幅及史上最大跌點。史坦普500指數也一起跌入熊市。那斯達克指數也是1987年來最大單日跌幅[146]。
- 3月13日：
  - 為了防範COVID-19疫情全境擴散，美國總統川普下午宣佈美國進入「國家緊急狀態」。川普亦承諾將動用聯邦500億美金應變預算[147]。
- 3月14日：
  - JR東日本山手線繼49年前開啟的西日暮里站之後，高輪Gateway站開啟。
  - 聯合國頒定後的第一個國際數學日，該節日以圓周率（{\displaystyle \pi }）近似值3.14制訂，多個國家會在此日舉辦數學科普活動[148]。
- 3月15日——為因應疫情對經濟的衝擊，美國聯準會宣佈調降基準利率4碼（1%）至0%-0.25%區間，並啟動7,000億美元的量化寬鬆計劃[149]。
- 3月16日：
  - 美國道瓊指數開市9秒，便以跌幅9.71%觸發第一層熔斷機制。收市點數計跌幅是歷來最大。那斯達克指數創史上最大單日跌幅[150]。
  - 法國競爭管理局對蘋果公司祭出天價罰金11億歐元，指控該公司涉及「反競爭行為」，也創下該機關裁罰金額的新高紀錄[151]。
  - 中國航太長征七號甲運載火箭首次發射失敗[152]。
- 3月17日——美國財政部宣佈將展開1兆美元的財政刺激之後，道瓊指數上漲1048.86點。標準普爾指數上揚6%，納斯達克指數也有6.23%的漲幅[153]。
- 3月18日：
  - 美國總統川普援用1950年韓戰時代的法律國防生產法，希望迅速擴充口罩和防護衣產能，以對抗COVID-19疫情[154]。
  - 美國總統川普連續兩天在推特上用「中國人病毒」指代「COVID-19」。北京宣佈取消紐約時報、華爾街日報、華盛頓郵報記者採訪證[155]。
  - 美股本月內第四次觸發熔斷機制，道瓊指數收盤大跌1,338.46點，跌幅6.3%，至19,898.92點，跌破兩萬點大關[156]。
  - 美國知名成人雜誌「花花公子」（Playboy）宣佈，因為COVID-19疫情的衝擊，紙本雜誌將停刊，2020年春季號是最後一期[157]。
  - CNN報導，美國紐約證券交易所表示，下週一（23日）起暫時關閉交易大廳，史上頭一次全面改用電子交易，以防COVID-19病毒傳播[158]。
  - 馬來西亞時任首相慕尤丁宣布全馬來西亞進入行動管制令，並禁止出國旅行和外國人進入。
- 3月19日：
  - 由於COVID-19疫情蔓延全球，美國國務院領事事務局提高全球旅行警告至第四級「請勿旅行」，並敦促海外美國人立即返國[159]。
  - 中華人民共和國國家監察委員會調查組發布「李文亮醫生有關情況調查」通報，建議撤銷對李文亮的訓誡書，並追究有關人員責任[160]。
  - 大眾書局宣佈，受零售巿道持續低迷影響，香港旗下16間書店由3月19日起全線結業，未來資源將集中在教育出版、電子教學和教育服務。[161]
  - 韓國銀行（BOK）表示，大韓民國與美國已簽訂規模600億美元貨幣互換協議，預期可減輕大韓民國的匯市因美元流動性短缺所導致震盪[162]。
- 3月20日——東京奧運會聖火自3月12日從希臘奧林匹亞點燃後，上午九點半JST運抵日本東北地區宮城縣航空自衛隊松島機場，並舉行迎接儀式[163]。
- 3月23日：
  - 中華人民共和國國務院總理兼中央應對疫情小組組長李克強宣佈，以武漢市為主戰場的本土疫情傳播已基本阻斷，抗疫獲得初步成功[164]。
  - 台灣證券交易所將實施盤中全面逐筆交易，委託價格提供限價及市價，委託有效期提供當日有效、立即成交或取消及全部成交或取消等選項[165]。
  - 韓國總統文在寅下令徹查「N號房」事件。SBS公佈嫌犯「博士」趙某長相和全名，年僅25歲，該犯罪集團共有14人。[166]。
  - 悠遊卡公司旗下電子支付錢包「悠遊付」於上午十點半正式上線[167]。
- 3月24日——國際奧林匹克委員會（IOC）宣佈，因COVID-19疫情肆虐，2020東京奧運確定延期一年舉辦，最晚在明年夏天前舉行[168]。
- 3月25日：
  - 美國參議院以96票贊成對0票反對一致通過因應SARS-CoV-2疫情的史上最大兩兆美元紓困案，後續將交付美國眾議院，預計27日通過[169]。
  - JR東海的磁浮列車L0系“改良型測試車”在山口縣的日立製作所笠戶事業所揭露。自2013年以來該系列一直在山梨縣的磁浮實驗線測試[170]。
- 3月26日：
  - 塔斯社報導，G20緊急視訊峰會後的聯合公報表示，將投資逾5兆美元，以克服COVID-19的金融後果[171]。
  - 法新社報導，洛克希德馬丁公司的先進極高頻通信衛星（AEHF）系列第6顆在佛羅里達州卡納維爾角由擎天神5號551型火箭搭載發射[172]。
- 3月27日：
  - 據美國衛生部門報告，美國COVID-19累積確診達85594例，已超越中國大陸成為全球疫情傳播最嚴重的國家；累積死亡例仍居第二。[173]
  - 因應COVID-19疫情的兩兆美元紓困案，美國眾議院表決通過這份美國史上最大規模的刺激經濟措施，總統川普其後在白宮簽署生效[174]。
  - 香港新增65宗新冠肺炎確診個案，為第二波疫情單日確診數最高。[175]政府宣佈兩項新防疫措施，以限制人群聚集和減少社交接觸。[176]
  - 北馬其頓在經歷長達1年的談判後正式加入北大西洋公約組織，成為其第30個會員國。[177]
- 3月29日
  - 世界衛生組織（WHO）顧問布魯斯·艾爾沃德接受香港電台記者唐若韞訪問，當問及台灣防疫表現與加入WHO會籍問題時刻意迴避。[178]
  - 唐若韞訪問事件經路透社報導要求回應後，WHO在官網表示會汲取包括台灣在內的各地抗疫經驗，並回應台灣加入WHO取決於各成員國[179]。
- 3月30日——濟南至廣州的T179次列車在湖南郴州境內脫軌，造成1人死亡、4人重傷、123人輕傷。據查係因撞上受連日降雨引發的塌方山體所致。[180]
- 3月31日：
  - 中華民國憲法法庭針對通、相姦入罪是否違憲，上午開言詞辯論庭。2個月內將作出合憲與否的解釋[181]。
  - 美國總統川普表示，「未來兩個星期」若未遵守指南，全美至少150萬人將因疫情喪生；即使維持社交距離，仍可能有10-24萬人死亡[182]。

### 4月
- 4月1日——因應英國央行的要求，匯豐控股及渣打集團停止派息及回購。匯控股價大跌9.5%，收市報39.95元，創2009年金融海嘯以來新低。[183]
- 4月3日：
  - 美國約翰·霍普金斯大學醫學院数据顯示，全球2019冠狀病毒病確診人數突破100萬人，死亡人數突破5萬人，且持續增加中。[184]
  - 中華人民共和國證監會正式表態，對星巴克瑞幸咖啡財務造假行為表示強烈的譴責，表示將高度關注瑞幸咖啡財務造假事件[185]。
- 4月4日——中華人民共和國國務院宣佈，為表達全國各族人民對抗擊COVID-19疫情鬥爭犧牲烈士和逝世同胞的深切哀悼，舉行全國性哀悼活動[186]。
- 4月5日——英國白金漢宮宣佈，女王伊麗莎白二世已錄好一段COVID-19疫情特別演說，於晚間八點透過電視向全國播送，將是她第4度特別演說[187]。
- 4月6日——英國首相鲍里斯·约翰逊病情惡化轉入重症加護病房並請外交大臣多米尼克·拉布臨時接替首相主持政府事務。[188]。
- 4月7日：
  - 日本首相安倍晉三晚間發布首次的緊急事態宣言，指定東京、神奈川、埼玉、千葉、大阪、兵庫、福岡7都府縣為對象地區，為期1個月[189]。
  - 奇異公司發言人說，川普政府已發出許可證，同意該公司提供CFM LEAP-1C型發動機給中国商飛，用於其所生產C919噴射客機[190]。
- 4月8日——因COVID-19疫情，封鎖長達76天的湖北省武漢市，於此日解封。
- 4月9日——搭載印尼PALAPA-N1通信衛星的長征三號乙運載火箭沒能成功入軌，最終墜毀，成為中華人民共和國今年的第二次火箭發射失利[152]。
- 4月10日——環球影業的電影《魔髮精靈唱遊世界》受COVID-19疫情衝擊無法上北美大銀幕，轉而在影音串流平臺及VOD播放[191]。
- 4月11日
  - 美國約翰斯·霍普金斯大學統計資料顯示，目前美國是全球累計確診病例數最多的國家，也是第一個單日死亡人數超過2000的國家。[192]
  - 美國總統特朗普批准懷俄明州因疫情而提報的“重大災難宣告”，至此美國各州、華盛頓特區以及4個海外領地都完成宣告，是歷史上首次。[192]
- 4月14日——美國總統特朗普宣佈，美國將暫停資助世界衛生組織，並對其進行審查，範圍將包括其“在處置失當和隱瞞病毒擴散真相”上的作用[193]。
- 4月16日——日本首相安倍晉三晚間宣佈，緊急事態宣言範圍由原本的七都府縣擴大至全國；同時宣佈政府將發放給全國民眾每人10萬日圓現金[194]。
- 4月20日：
  - 紐約市場5月西德州中級原油（WTI）期貨一度跌至每桶-40.32美元，結算價為-37.63美元，遠低於1946年有月別數據以來的最低價格[195]。
  - 中華人民共和國國家發改委公佈「新基建」藍圖，涵蓋資訊、融合、創新三大方面，5G、物聯網、AI、雲端運算、區塊鏈等新技術均入列[196]。
  - 中華人民共和國首列商用短定子磁浮列車在長沙磁浮快線跑出160.7公里的時速，刷新短定子中低速磁浮運行速度的世界紀錄[197]。
- 4月21日：
  - 美國《CNN》新聞網獨家引述美國情報官員的說法，指36歲的朝鮮民主主義人民共和國最高領導人——金正恩——疑似「病危」[198]。
  - 新加坡總理李顯龍傍晚五點宣佈，为防止2019冠狀病毒病疫情持续散播所推行的准封城「阻斷措施」將延長一個月，直到6月1日[199]。
  - 美國總統特朗普宣佈，暫停簽發新的綠卡和工作簽證，停止讓外國人到美國生活和工作60天，以在COVID-19疫情下，保障美國工人的飯碗[200]。
- 4月22日：
  - 韓國Seegene公司（朝鲜语：씨젠）表示，該公司SARS-CoV-2快檢試劑盒產品獲得美國食品和藥物管理局（FDA）緊急使用授權[201]。
  - 臉書宣佈向印度信實工業旗下數位事業Jio投資57億美元。當地用戶超過4億，臉書正準備在印度的WhatsApp軟體中推出一項電子支付功能[202]。
  - 伊朗首枚軍事衛星努爾衛星（意為光明）以自製火箭「卡塞德」（意為使者）成功將衛星推送至距地球表面425公里的低軌道上[203]。
  - 獵鷹9號火箭從佛州甘迺迪太空中心發射，將星鏈第七批60顆衛星送上太空。算起來，SpaceX 發射衛星總數將達 422 顆[204]。
- 4月23日：
  - 美國眾議院表決通過4840億美元的撥款法案，為小型企業提供貸款和醫院提供SARS-CoV-2測試等，將交由總統川普簽署生效[205]。
  - 韓聯社報導，釜山市市長吳巨敦召開記者會，自曝近日曾性騷擾女公務員，含淚宣佈辭職，立即引發韓國輿論巨大關注[206]。
  - 大宇造船舉行為韓國現代商船（HMM）建造的全球最大十二艘集装箱船中的首艘命名儀式。該船將加入全球第三大海運聯盟THE Alliance[207]。
- 4月24日：
  - 第五屆中國航太日正式公佈中国行星探测任务命名為“天問系列”，首次火星探測任務名稱為「天問一號」[208]。
  - 臉書表示，正在推出免費的Messenger Rooms功能，用戶可接受邀請，加入團體視訊交談，一次最多可容納五十人[209]。
- 4月25日——中国科学院国家天文台為火星探測任務而在天津武清新建的70米天線（GRAS-4）接收系統完成反射體吊裝[210]。
- 4月27日：
  - 美國五角大廈極為罕見地，正式公開了3支美國海軍目擊「不明飛行物體」（UFO）的影片，證實輿論瘋傳的3支幽浮影片為真[211]。
  - 科學期刊《自然》刊登的一份研究顯示，中華人民共和國在得知COVID-19具傳染性的第一時間若未隱瞞，全球疫情擴散就能減少95%[212]。
  - 中華民國政治團體轉型為政黨的最後期限已到。內政部今起辦理203個政黨及42個政治團體廢止事宜，該等應依法辦理財產清算程序[213]。
- 4月29日——美國國家過敏和傳染病研究所所長安東尼·弗契說，瑞德西韋在治療該SARS-CoV-2時顯示出「明確的」正面效應[214]。

### 5月
- 5月1日：
  - 韓聯社報導，朝鮮最高領導人金正恩神隱20天後，終於在國際勞動節出席順川市磷肥工廠竣工典禮，在現場為竣工儀式剪綵[215]。
  - 維珍銀河公司的VSS Unity搭乘艦載機白色騎士2號完成首飛。在15,240 公尺高空，後者將前者釋放後，均安全降落在美國太空港的跑道[216]。
- 5月2日：
  - 波克夏·海瑟威首季淨損497.5億美元，營業利益年增6%，仍優於市場預期。巴菲特坦承看錯航空產業，疫情爆發後已於上個月出清航空股[217]。
  - 據《彭博》報導，4月24日至30日間，美國航空平均每日旅運人次為12.4556萬，相當於退回1956年的水準[218]。
- 5月4日：
  - 日本政府決定將基於《特別措施法》的緊急事態宣言，延期至5月31日，目標地區為全國。[219]
  - 行動電信商Vodacom宣佈，已在南非約翰尼斯堡、普勒托利亞及開普敦三座城市啟用非洲首個上線的5G網路[220]。
  - RT電視臺報導，美國海軍3艘驅逐艦、1艘戰鬥支援艦和英國皇家海軍1艘護衛艦駛入巴倫支海，是冷戰後兩國首次在俄羅斯鄰近海域展示武力[221]。
- 5月5日：
  - 中國航太長征五號B遙一運載火箭成功搭載新一代載人飛船試驗船，執行首飛任務。此一成功「標誌著空間站階段飛行任務首戰告捷」[222]。
  - 德國憲法法院裁決，歐洲央行2015年啟動的收購價值2兆歐元公債計畫逾越職權，除非該行能證明必要性及效益，否則德國央行須退出計畫[223]。
- 5月8日——俄羅斯紅寶石設計局製造的新型自動潛水器Vityaz-D（俄语：Витязь-Д），是世界上第一艘自主水下載具，到達馬里亞納海溝的10,028公尺深處。
- 5月9日——《明鏡週刊》報導，中國國家主席習近平1月21日通話世界衛生組織總幹事譚德塞，要求封鎖病毒人傳人訊息，並延後全球大流行警告[224]。
- 5月12日——中國航天科工集團用快舟一號甲運載火箭Y6成功將“行雲·武漢號”衛星送上太空，標誌著「五雲一車」系列商業航天工程的一大進展[225]。
- 5月14日：
  - 世界貿易組織總幹事羅伯托·阿澤維多宣佈將於8月31日提前離任。他呼籲迅速選拔新總幹事，以召開部長級會議，應對COVID-19疫情挑戰。[226]
  - 法國財政部長表示，無論經濟合作發展組織（OECD）成員國能否取得共識，2020年開徵「數位服務稅」已是勢在必行[227]。
- 5月15日：
  - 台積電宣佈，有意於美國亞利桑那州興建一座5奈米製程技術的晶圓廠。預定2021年動工，2024年開始量產[228]。
  - 路透社報導，美國政府採取行動，準備攔阻全球晶片製造商對華為出貨，此舉可能進一步升高美中貿易緊張關係[229]。
  - 美國新成立的太空軍的軍旗首次在白宮亮相，這是美軍70多年來第一面新軍種的旗幟[230]。
- 5月17日——2020年多明尼加共和國大選舉行。
- 5月18日：
  - 延宕七個月的香港立法會內務委員會主席選舉風波，在民主派大部分被逐出會場，留下者拒絕投票或監票之下，由李慧琼以40票當選連任。[231]
  - 日本放送協會（NHK）報導，日本防衛省航空自衛隊於東京都府中基地成立「宇宙作戰隊」，主要任務是監控人造衛星及太空垃圾等[232]。
  - 泰國政府發言人娜盧孟（英语：Narumon Pinyosinwat）表示，當局打算讓國營公司泰國國際航空向破產法庭提交重整計畫，而非按照原先計畫進行紓困[233]。
  - 第73屆世界衛生大會（WHA）開幕，史上首度採視訊方式。美國總統川普要求WHO應展現對中國的獨立性，若未改善將凍結金援並退會[234]。
- 5月19日——世界衛生大會閉幕，無異議通過歐盟版提案，承諾在疫情告一段落後，對世衛進行全面性評估。紐時說，各國集體忽略川普意見[235]。
- 5月20日：
  - 中華民國舉行第15屆總統就職典禮，總統蔡英文發表就職演說，針對兩岸情勢重申「和平、對等、民主、對話」八個字。[236]
  - 哥倫比亞大學的COVID-19疫情模型評估究人員指出，美國若能提早約兩週於3月1日實施封城與限制社交接觸，能將死亡減少83%。[237]
  - 繼肯德基和星巴克之後，全球食品巨頭雀巢公司也宣佈，將投資超過1億瑞士法郎擴建天津工廠以生産植物肉，並於今年底推出相關產品[238]。
- 5月21日：
  - 中華人民共和國的中國人民政治協商會議第十三屆全國委員會第三次會議在北京正式召開。
  - 三星電子宣佈其在韓國的第6座晶圓代工廠已於本月稍早破土，將採用基於EUV（極紫外光刻）的5奈米製程技術，計劃2021年下半年投產[239]。
  - 美國總統川普以俄羅斯多次違反條約為由，決定退出包括美俄內在34國簽署的開放天空條約。這是川普退出的第三項國際軍備管制條約[240]。
- 5月22日：
  - 廣州黃埔區降下暴雨，最大1小時、3小時雨量均破黃埔區歷史極值，有多處內澇，廣州地鐵13號綫亦因隧道被淹沒而停運[241]。
  - 因疫情影響而延期的中華人民共和國十三屆全國人大第三次會議在北京正式召開。有香港媒體分析，人大常委會可能會訂立“港版國安法”。[242]
  - COVID-19疫情導致美國第二大汽車租賃公司赫茲租車經營困難，公司和債權人談判失敗，百年老公司宣佈於特拉華州法院申請破產保護[243]。
- 5月25日——維珍軌道一架波音747改裝的「宇宙女孩」攜帶「发射者一号」火箭在美國加州莫哈韋航空航太港（英语：Mojave Air and Space Port）首次起飛，釋放火箭後不久任務終止[244]。
- 5月26日：
  - 發生在25日晚間的非裔美國人喬治·佛洛伊德之死訊息傳出後。明尼阿波利斯今日爆发大规模示威活动，多家商店遭到洗劫[245]。
  - 紐約證券交易所重新開放兩個月因疫情而關閉的標誌性交易大廳。只有限定人數的交易員返回交易席，且必須佩戴口罩並遵守社交距離規定[246]。
  - 拉丁美洲最大的航空業者南美航空聲請破產保護，原因是疫情影響。這是繼哥倫比亞航空後，本月第二家聲請破產的拉丁美洲主要航空業者[247]。
- 5月27日：
  - 香港立法會今日恢復二讀《國歌條例草案》，引發中環、銅鑼灣、旺角等多處示威活動[248]。
  - 歐盟經濟事務專員保羅·真蒂洛尼在Twitter發文，宣佈歐洲委員會提議設立7500億歐元復蘇基金，形容這將是歐盟應對疫情危機的轉捩點[249]。
  - 華為集團財務長孟晚舟未能說服加拿大法官終止引渡美國的程序，令她必須繼續在溫哥華軟禁[250]。
  - 印度與中國部隊5日和9日在班公錯及乃堆拉山口發生大規模鬥毆後，雙方談判破裂。美國總統川普表示，美國願意調停兩國邊界爭端[251]。
  - 美國電信營運商 AT&T 旗下華納媒體的全新串流影音服務「HBO Max」正式上線[252]。
- 5月28日
  - 全國人民代表大會關於建立健全香港特別行政區維護國家安全的法律制度和執行機制的決定通過。
  - 克里姆林宮表示，連結俄羅斯到德國的北溪天然氣2號管線即將完工。美國議員認為這條管線將會傷害歐洲的能源安全，有意發動制裁[253]。
- 5月29日：
  - 美國總統川普在記者會表示，他將下令取消美國對香港的特殊貿易地位，制裁中國、香港官員，並退出世界衛生組織[254]。
  - 美國總統川普宣布，美國將禁止與中國解放軍有關聯的中國留學生和博士後研究人員入境，因為這些人可能利用所學協助發展中國軍事實力[255]。
- 5月30日：
  - 美國國家航太總署和SpaceX合作，成功發射載人版「龍」飛船，將2名太空人送往國際太空站[256]。這是9年來美國首次自主進行此類任務[257]。
  - 美國逾30個城市有示威者上街抗議，不滿明尼蘇達州非裔男子弗洛伊德遭白人警員壓頸致死案，部分演變成暴動。許多城市宣佈實施宵禁[258]。
- 5月31日：
  - 上午10時16分EDT美國太空船與太空站對接，两名宇航员抵达了国际空间站[259]。
  - 臺北首家24小時營業的誠品書店敦南店，位於國泰集團起家厝的敦南金融大樓，敦南店租約到期，正式吹熄燈號[260]。

### 6月
- 6月1日：
  - 《中华人民共和国基本医疗卫生与健康促进法》开始施行。该法是中国卫生与健康领域第一部基础性、综合性的法律[261][262][263]。
  - 中国共产党中央委员会、中华人民共和国国务院印发《海南自由贸易港建设总体方案》[264][265]。
  - 新疆维吾尔自治区政府副主席任华涉嫌严重违纪违法，目前正接受中央纪委国家监委纪律审查和监察调查[266]。
  - 山西省自即日起正式实施垃圾分类，取消城市主要街道、公共场所分散设置的垃圾桶，实行定时定点收集、不落地管理[267]。
  - 聯合晚報在聯合報官網公告，自6月2日起停刊，創刊32年又3個多月的聯合晚報今天下午出刊後，台灣目前唯一晚報就畫下句點[268]。
  - 美國總統川普發表談話，譴責因非裔佛洛伊德被員警壓頸致死所引發的暴動是「國內恐怖行動」，若各州無法阻止，他將動用軍隊鎮壓[269]。
- 6月2日：
  - 2020年中國南方水災：中華人民共和國中央氣象台發佈連續40天（6月2日－7月11日）暴雨預警。
  - 中國和印度兩國軍隊正在喜馬拉雅山脈高海拔處對峙，雙方大幅增兵。印度軍方證實，數千名中共軍隊進入喀什米爾地區拉達克加勒萬河谷[270]。
- 6月3日：
  - 美國交通部宣佈，從6月16日起暫停所有中華人民共和國航空公司執飛的中美定期客運航班，理由是“無法行使雙邊權利的全部內容”。[271]
  - 中華民國國家通訊傳播委員會（NCC）核發中華電信行動寬頻業務3500MHz、28000MHz頻段特許執照，為全國首張5G執照[272]。
  - 造成非裔乔治·弗洛伊德之死的美國警員德里克·肖万日前被控三級謀殺及過失殺人罪，檢方今天加控二級謀殺；當時在場的3名警員也被起訴[273]。
  - 美國首都華盛頓特區附近，因乔治·弗洛伊德之死，有1600名陸軍集結戒備。國防部長艾思博不支持現階段動用現役部隊；故已開始撤離[274]。
- 6月4日：
  - 香港立法會三讀通過國歌條例草案[275]。
  - 香港警方以擔憂肺炎疫情擴散為由，援引防疫限制聚會緊急法令，對今年悼念「六四」事件的活動發出禁令，六四燭光晚會30年來首次中斷。[276]
  - 中國民航局表示，允許更多外國航空公司航班進入中華人民共和國[277]。這被認為是對美國宣佈將禁止中國航班進入美國作出的積極回應[278][279]。
- 6月5日——日本總務省宣佈，為讓電子支付在店家方普及，並整合日本主要電子支付服務，將推動名為「JPQR」的專屬二維條碼（QR Code）[280]。
- 6月6日——中華民國舉行高雄市市長韓國瑜的罷免案投票，結果同意票939,090票，不同意票25,051票，罷免成功[281]。
- 6月7日——因喬治·佛洛伊德之死案引發全美各大城市暴動，紐約市因而實施宵禁。市長白思豪上午表示抗爭活動趨於平和，沒必要再持續宵禁[282]。
- 6月8日——中華民國中央流行疫情指揮中心昨日宣佈可辦遶境廟會，大甲鎮瀾宮今日便宣佈，因疫情延後的大甲媽遶境11日晚上出發，共9天8夜[283]。
- 6月9日：
  - 日本沖繩縣石垣市市長中山義隆在市議會提案，將尖閣諸島（釣魚台列嶼）的地址由「登野城」改為「登野城尖閣」，預定22日表決[284]。
  - 高雄市長韓國瑜遭罷免後，下午在臉書發文，表示尊重人民意志，不會提出任何訴訟[285]。
  - 好市多今晚表示，沖洗照片的需求及市場大幅萎縮，因此決定全台灣13間分店的相片沖洗部提供服務至7月14日，7月15日起不再收件[286]。
- 6月11日：
  - 2020年北京新發地農產品批發市場冠狀病毒病聚集性疫情爆發。
- 6月13日：
  - 中華人民共和國浙江省台州溫嶺市沈海高速公路上一輛槽罐車爆炸引發交通事故，並波及附近廠房社區發生二次爆炸與大火，共20人死亡[287]。
- 6月14日：
  - 法國總統馬克宏認為，COVID-19疫情曝露整個歐洲與法國過度依賴全球供應鏈的缺陷與脆弱，未來將致力於降低對中國及美國的依賴性[288]。
  - 根據香港《南華早報》報導，歐盟外交和安全政策高級代表何塞·波瑞爾言明歐盟不會和美國聯手對抗中華人民共和國[289]。
  - 美國陸軍歡慶245歲生日，本土與海外駐點紛紛舉行各種儀式，紀念1775年6月14日舉行大陸會議，決議組成「大陸軍」，馳援波士頓[290]。
  - 中華航空CI202浦東飛松山班機（空中巴士A330）發生全球首起在雨天濕滑跑道降落觸地時，飛控電腦失效，以人工剎車停在近跑道末端處[291]。
- 6月15日：
  - 歐盟以一項前所未見的關稅決定，反制中國大陸的出口補貼。彭博資訊報導，此次涉及的是歐盟從埃及進口的玻璃纖維織物，出口商為中資[292]。
  - 美國商務部在推特發文指出，將修改美國企業與陸企華為公司生意往來的禁令，讓雙邊可合作共同制定新一代的5G網絡標準[293]。
  - 美國運輸部表示，放寬中國航空公司來美航班數，每週允許四架航班往返美國。中國日前批覆兩家美國航空公司恢復中美航班，每週各兩班[294]。
  - 喜馬拉雅山西南側，中國與印度爭議主權的邊境地帶加勒萬河谷，深夜至16日清晨之間，中印兩軍爆發大規模「肉搏戰」，有多人死亡[295]。
- 6月16日：
  - 朝鮮政府因不滿脫北者團體散發傳單，炸毀開城工業園區內南北聯絡辦公室大樓。韓聯社報導，韓國總統文在寅已為此召開國家安全會議[296]。
  - 美國總統川普簽署警務改革行政命令，回應全國反員警暴力的示威活動。川普表示未來警方執法將禁用鎖喉術，除非危及自身性命[297]。
- 6月17日：
  - 台灣大哥大取得台灣第3張5G特許執照。NCC指出，台灣大哥大今年底前預計可以建設到4000座基地台。繼前2週陸續核發5G特許執照給中華電信(6/3)與遠傳電信(6/10)後，中華民國國家通訊傳播委員會（NCC）在第914次委員會議核發第3張特許執照給台灣大哥大[298]。
  - 美國國防部發布太空防衛戰略，表示美國有意防止中國和俄羅斯掌握太空，並將仰仗盟邦相助。這是美國太空軍成立後的首份戰略文件[299]。
  - 美國國務卿蓬佩奧和中共中央外事工作委員會辦公室主任楊潔篪在美國夏威夷會面約7個小時。這是中美高層在疫情爆發以來的首次會面[300]。
  - 特斯拉執行長伊隆·馬斯克在推特上宣佈，SpaceX正在興建浮動式的超重量型太空港，用來進行探訪火星、月球以及地球超音速旅行的任務[301]。
- 6月18日——印度外交部表示，23日將與俄羅斯和中國舉行的俄印中三方外長會議由俄方主持。此前，印中兩國邊界發生軍事對峙[302]。
- 6月19日：
  - 英國國家統計局公佈，政府負債總額5月超過國內生產毛額達100.9%，為1963年以來首見。中央政府淨借入達552億英鎊，創單月歷史新高[303]。
  - 日本學者公佈一份二戰後的政府公文，據稱首次確認日軍731部隊曾授命生產細菌，具有重要歷史意義[304]。
- 6月20日：
  - 中華人民共和國大陸全國人民代表大會常務委員會第十九次會議決議，加入2013年4月2日由聯合國大會通過的《武器貿易條約》[305]。
  - 北極暖化速度為其他區域的2倍以上。西伯利亞北極圈小鎮維科揚斯克今日測得攝氏38度高溫，寫下北極圈自1885年來的高溫紀錄[306]。
- 6月21日——2020年日食發生，中南半島、印尼、港澳等可見日偏食，非洲、中東、兩岸四地等可見日環食。
- 6月22日：
  - 中華民國空軍完成11001新式T-5高教機的首飛展示任務，這是繼31年前IDF首飛後，本土航空產業再次締造歷史性一刻[307]。
  - 第31屆蘋果全球開發者大會（WWDC）因疫情影響首次改用線上直播。執行長庫克表示未來Mac電腦將以自有處理器取代Intel產品[308]。
  - 日本沖繩縣石垣市議會通過尖閣諸島（釣魚台列嶼）地址更名案，10月1日起生效。產經新聞指出，此舉有日本實際支配釣魚台列嶼的意涵[309]。
  - 美國國務院發言人聲明，依據《外國使團法》，再將中國中央電視台、中國新聞社、人民日報及環球時報等四家中國媒體列為外國使團[310]。
  - 評比超級電腦計算速度的最新世界排行榜公佈，日本理研與富士通所開發的「富岳」奪冠，這是日本時隔8年半奪回超級電腦寶座[311]。
  - 維珍銀河宣佈，已和NASA旗下詹森太空中心簽訂太空行動協議（英语：Space Act Agreement）。該協議鼓勵民間企業參與太空載人飛行任務，促進近地軌道經濟發展[312]。
  - 中國重慶市水文監測總站發出了1940年建站以來第一次針對綦江流域的「洪水紅色預警」，警告因暴雨洪峰出現「超歷史洪水」[313]。
- 6月23日：
  - 中國北斗三號全球衛星導航系統的最後一顆衛星在西昌衛星發射中心順利升空。北斗導航系統將向全球提供服務，比原訂計畫提前半年[314]。
  - 預期將為全球最大貿易協定的「全面經濟夥伴關係協定」（RCEP）部長級視訊會議今日舉行，閉幕時聯合聲明今年稍晚就會簽署[315]。
  - 全球最大保健食品品牌GNC（健安喜）已聲請破產保護，還計劃出售公司並且關閉門市，原因是管理負債計畫受到疫情干擾而失敗[316]。
  - 美國疾病管制與預防中心（CDC）主任芮斐德（英语：Robert R. Redfield）在國會聽證會上坦言，「美國已被COVID-19打到屈膝」[317]。
- 6月24日：
  - 路透社報導，美國國防部12日擬出一張清單，列舉華為等廿家與中國人民解放軍相關的中國大陸企業，川普總統有權依照清單實施制裁[318]。
  - 美國宇航局在阿拉巴馬州的馬歇爾太空飛行中心完成太空發射系統（SLS）的第後一項火箭結構測試：液氧艙的極限[319]。
- 6月25日：
  - 艾森豪號航空母艦和聖哈辛托號導彈巡洋艦（英语：USS San Jacinto (CG-56)）官兵，為了避免靠岸染疫，已連續161天在海上航行，打破美國海軍160天不靠岸紀錄[320]。
  - 維珍銀河的VSS Unity再度搭乘白色騎士2號起飛。在15,545公尺高空，後者將前者釋放後，第二次均安全降落在美國太空港的跑道[321]。
- 6月26日——美國眾議院以232票對180票通過「接納華府法案」。這是史上首次國會有一院同意讓華府升格為州，但預期將難以在參議院過關[322]。
- 6月27日——印度海軍與日本海上自衛隊共同宣佈，雙方在印度洋舉行海上聯合演習。日本駐新德里大使館表示，這是3年來雙邊第15次的類似演習[323]。
- 6月28日——美國約翰·霍普金斯大學資料顯示，COVID-19疫情蔓延全球188個國家與地區，確診人數突破1000萬人，死亡人數突破50萬人。
- 6月29日：
  - 臺北午後13時15分測出攝氏38.9度，是臺北氣象站124年以來，6月的史上最高溫[324]。
  - 美國聯邦航空總署（FAA）批准波音737 Max型飛機展開試飛，為期三天。這將是此款在全球遭到停飛的客機重返天際的重大里程碑[325]。
  - 海峽兩岸經濟合作架構協議（ECFA）簽訂滿十周年[326]。
  - 德國總理梅克爾與法國總統馬克宏倡議，為歐盟設立「強大且有效」的7500億歐元振興基金，重振受疫情重創的歐洲經濟[327]。
- 6月30日：
  - 中華電信正式宣佈，於早上「中華電信5G啟用」[328]。
  - 港版國安法正式生效。
  - 美國國防部晚上證實，總統特朗普已經批准削減9500名駐德美軍的計劃。特朗普表示這是由於德國拖欠北約軍費[329]。

### 7月
- 7月1日：
  - 日本東海旅客鐵道（JR東海）的第六代新幹線車輛N700S投入服務，首發列車從東京站開往博多站[330]。
  - 中華民國行政院振興三倍券正式開放預購及綁定[331]。
  - 台灣與索馬利蘭正式雙方互設代表處。
  - 電動車商特斯拉股價飆高，今日超越豐田汽車成為全球市值最大的汽車製造商。年初迄今，特斯拉股價已狂飆167.64%，豐田卻下挫約14%[332]。
- 7月3日：
  - 2020年中國南方水災：中華人民共和國水利部宣佈長江發生2020年長江第一號洪水，啟動Ⅳ級應急回應[333]。
  - 美國獨立日前夕，總統川普在拉什莫爾山國家紀念公園演說，譴責要求移除「南方邦聯」人物銅像及紀念碑的抗議群眾為「左派側翼暴徒」[334]。
- 7月4日——中華人民共和國自1日起連續五天在南海進行軍事演習，美國也派出兩艘航空母艦和四艘軍艦進入南海，於國慶日舉行演習，有較勁意味[335]。
- 7月5日：
  - 中華人民共和國外交部長王毅晚間與印度國家安全顧問多瓦爾（英语：Ajit Doval）通電話，達成緩和邊境緊張共識。印度官員透露，雙方部隊已後撤並拆除建物[336]。
  - 2020年中國南方水災：湖北[337]，湖南[338]，浙江[339]，江蘇[340]四省提升暴雨應急回應為三級，安徽省暴雨應急回應至二級[341]。
- 7月6日：
  - 國立台灣博物館鐵道部園區，於上午舉行開幕典禮，翌日正式對外開放。
  - 《美國國家科學院院刊》的一篇論文指出，名為「殺蟲蜥」的恐龍祖先化石在馬達加斯加出土，年代約2億3700萬年前，身高不到10公分[342]。
  - 以色列在帕勒馬希姆空軍基地發射名為「地平線16號（英语：Ofek-16）」的新間諜衛星，以偵察伊朗的核子計畫。該衛星由自行研發的沙維特火箭搭載升空[343]。
- 7月7日：
  - 中華人民共和國香港特別行政區維護國家安全法第四十三條實施細則正式生效。
  - 中華人民共和國貴州安順西秀區發生公車急轉彎沖出路邊護欄，墜入虹山湖水庫的交通事故。至當晚，共21人死亡，16人受傷[344]。
  - 英國廣播公司（BBC）報導，巴西總統波索納洛SARS-CoV-2採檢結果為陽性，確診COVID-19[345]。
  - 國會山報和華盛頓郵報引述資深官員說法報導，美國政府已致函聯合國秘書長安東尼歐·古特瑞斯，聲明將在明年7月6日退出世界衛生組織[346]。
  - 日本防衛省公佈次世代的主力戰機的開發時間表，預計2024年開始製造原型機，2031年開始量產，2035年接替現役主力戰機F-2完成部署[347]。
- 7月8日：
  - 中央人民政府駐香港特別行政區維護國家安全公署正式成立。
  - 那斯達克領軍下，美國股市早盤上漲。輝達（Nvidia）繼續上漲1.6%，今年以來漲71%，今天市值超越漲0.6%英特爾（Intel）[348]。
  - 有200年歷史的美國西裝品牌布克兄弟，向德拉瓦州法院聲請第11章破產保護，原因是債務負擔沉重，希望重整後繼續經營[349]。
  - 美聯社引述韓國SBS電視台報導，首爾市長樸元淳的前女秘書晚間報案，指控長年遭樸元淳性騷擾，而且受害者不只她一人[350]。
  - 2020年中國南方水災：河北[351]，福建[352]啟動暴雨四級應急回應。江西提升暴雨應急回應為二級，鄱陽湖及饒河、修河水位超警[353]。
- 7月9日：
  - 長江水利委員會水文局升級長江中下游多個地區洪水橙色預警，中央氣象臺連續第三天發佈暴雨橙色預警[354]。福建提升暴雨應急回應為三級[355]。
- 7月10日：
  - 2020年中國南方水災：重慶[356]，河南[357]，甘肅[358]啟動暴雨四級應急回應，湖北啟動防汛二級應急回應[359]，江西提升防汛應急回應為二級[360]。
  - 土耳其最高行政法院判決，1934年將阿亞索菲亞清真寺改為博物館的決定無效，總統厄多安隨即下令將其改為清真寺，引發爭議[361]。
  - 美國總統川普動用特權，為親信史東減刑免於坐牢，因而遭到抨擊。史東的罪名是在川普陣營「通俄門」調查中說謊、妨礙國會調查[362]。
  - 2020年新加坡大選：新加坡举行自独立后的第18次大选，以李显龙为代表的人民行動黨以61.24%的得票率取得选举的胜利。
- 7月11日——美國總統川普今日到訪位於馬里蘭州的華特·里德國家軍事醫療中心時，有戴上口罩；這是他自疫情爆發以來，首度戴口罩公開亮相[363]。
- 7月12日：
  - 美國海軍好人理查號兩棲攻擊艦在母港聖地牙哥海軍基地。遇祝融，艦體嚴重受損。
  - 中華人民共和國河北唐山古冶區發生5.1級地震，河北、北京、天津等地有震感，無人員傷亡報告。[364]
  - 亞美尼亞和亞塞拜然在雙方邊境地區爆發武裝衝突，持續4天的武裝衝突造成至少16名軍事人員和1名平民死亡。
- 7月13日：
  - 星展銀行舉行記者會，宣佈推出亞洲第一張生物可分解材質信用卡星展eco永續卡，卡面有台灣黑熊形象，讓卡友、民眾瞭解環保重要性[365]。
  - 臺北測站中午飆到攝氏38.9度高溫，創下臺北測站七月最高紀錄。台灣下午二點四分用電最高達3752.8萬瓩，打破3738.3萬瓩的歷史紀錄[366]。
- 7月14日：
  - 美國總統川普正式簽署香港自治法案。
  - 英國首相強森下令，自2020年12月31日以後，禁止採購新的華為5G設備。所有華為5G設備必須在2027年底前從網路移除[367]。
  - 《韓聯社》報導，韓國三星電子預估6G標準最快可在2028年完成，並且在2030年後進行大規模商轉[368]。
- 7月15日——面對中國海洋軍事擴張，印度與歐盟以視訊舉行第15屆高峰會，會後發表聯合聲明，強調將建立海上安全對話及海軍合作[369]。
- 7月16日——美國太平洋艦隊發布，尼米茲號和雷根號兩個航母打擊群17日在南海舉行雙航母演習，這是美軍本月第二次在南海舉行雙航母演習[370]。
- 7月17日——歐盟領袖在布魯塞爾舉行三月疫情爆發以來首次面對面峰會，討論7500億歐元振興經濟方案，以幫助成員國，獲德、法兩國支持[371]。
- 7月18日：
  - 2020年中國南方水災：淮河發生2020年第1號洪水[372]。
- 7月19日：
  - 俄新社報導，美軍波特號驅逐艦在當地時間昨晚7時許進入黑海海域，準備參與法國、烏克蘭等9個國家為期近一星期的「海風2020」軍演[373]。
- 7月20日：
  - 阿拉伯聯合大公國宣佈，拉希德太空中心（英语：Mohammed bin Rashid Space Centre）研發的阿聯酋希望號火星探測器，今早在日本種子島太空中心由三菱重工H-II A型火箭搭載成功發射[374]。
  - 美國尼米茲號航母戰鬥群18日穿越麻六甲海峽進入印度洋，20至21日在安達曼-尼科巴群島附近與印度海軍聯合軍演，向北京釋出訊息[375]。
  - 臺北市連續4天超過38℃、七月以來有7天超過38℃、今年累積有11天超過38℃，三項數據都刷新1897年設站百餘年來紀錄[376]。
  - 韓國的第一顆軍事通信衛星ANASIS-II由獵鷹9號火箭搭載，在美國卡納維拉爾角空軍基地發射升空，成為全球第十個擁有軍用衛星國家[377]。
  - 牛津大學與英國藥廠阿斯利康共同研發的疫苗進入第三期臨床試驗。根據世界衛生組織統計，目前全球共有23支疫苗進入此一階段[378]。
- 7月21日：
  - 2020年中國南方水災：黃河出現2020年第2號洪水[379]。
  - 街口金融科技昨天推出台版餘額寶「街口託付寶」正式上線。但金管會證期局表示，「街口託付寶」未經過核准，整體架構是否合法待釐清[380]。
  - COVID-19疫情造成二戰後歐洲最大經濟危機，歐盟通過7500億歐元的振興方案，是歐盟最大規模紓困案，協助受到重創的成員國提振經濟[381]。
- 7月22日：
  - 美國決定要求中華人民共和國關閉位於美國休士頓的領事館。[382]
  - 歐洲南方天文臺設在智利的甚大望遠鏡首次拍攝到另一個行星系，包括一顆年輕的恆星及2顆巨大氣體行星。此發現有助於瞭解太陽系的形成[383]。
- 7月23日——韓國總統文在寅前往大田國防科學研究所視察，正式宣佈祝賀南韓成功試射新型彈道飛彈[384]。
- 7月24日：
  - 受到太平洋高壓籠罩影響，根據中央氣象局觀測，臺北觀測站下午2時19分觀測到攝氏39.7度高溫，打破歷史紀錄[385]。
  - 中國大陸外交部通知美方關閉美國駐成都總領事館[386]。
- 7月25日：
  - 日本貨輪若潮號日前從中國前往巴西時，在模里西斯近海觸礁，大量油料洩漏而汙染海岸。事發現場鄰近《拉姆薩公約》指定的重要濕地[387]。
- 7月26日：
  - 2020年中國南方水災：長江2020年第3號洪水在長江上游形成[388]。
  - 中國大陸自主研製的大型滅火/水上救援水陸兩棲飛機「鯤龍AG600」在山東青島附近海域，成功實現海上首飛[389]。
- 7月27日
  - 2020年中國南方水災：長江2020年第3號洪水過境重慶，千年古鎮磁器口遭淹[390]。
  - 恒生科技指數正式推出。
  - 台積電股價開盤飆出漲停，盤中帶動台股寫下12686點歷史新高。全球市值超越沃爾瑪而成為第十一大企業，創下歷年排名新高[391]。
  - 美國輝瑞和德國BioNTech共同研發的COVID-19疫苗已展開人體試驗的最後階段。兩家公司表示，預計在年底前供應市場一億支疫苗[392]。
  - 美國駐成都總領事館上午6時18分降下美國國旗。上午10時，總領事館閉館，中華人民共和國主管部門隨後從正門進入，實行接管[393]。
- 7月28日
  - 馬來西亞吉隆坡高等法院宣判，前首相納吉所涉SRC國際案7項罪名全部成立，判處監禁12年和罰款2億1000萬令吉，若未繳款則加監5年。[394]
  - 國際合作的人工太陽 ITER 反應爐在法國正式進入最後五年組裝階段，預定2025年進行電漿測試階段[395]。
  - 中國大陸新增確診病例101例，為逾3個半月以來首次破百，其中98例為本土病例[396]。中國疾控中心科學家曾光表示，出現反彈是正常的[397]。
- 7月29日
  - 凌晨起，香港政府勒令全港食肆禁止堂食7日，「限聚令」收緊至2人[398]。
  - 蘋果、谷歌、亞馬遜與臉書等四家公司執行長，共同以視訊方式參與美國眾議院司法委員會召開的反壟斷聽證會，回答議員提問[399]。
  - 美國國務院公佈5G乾淨網絡清單，台灣5家電訊公司全部入列。這份清單的目的是確保關鍵軟硬體不使用到不受信任的設備供應商[400]。
- 7月30日：
  - 2020年中國南方水災：長江2020年第3號洪水過境武漢，漢口水位28.44米。
  - 美國太空總署為尋找火星古老生命跡象並研究人類在火星可住性，以為載人火星任務做準備的「火星2020探測車任務」。
  - 韓國央行表示，已與美國聯儲局商定延長貨幣互換協議6個月，即將韓美貨幣互換協議到期日從原先2020年9月30日推延至2021年3月31日[401]。
  - 巴西第一夫人蜜雪兒與科技部長龐特斯都確診感染2019冠狀病毒疾病[402]。
  - 中華民國行政院會通過「電子支付機構管理條例」修正草案，將電子支付與電子票證整合，由財金公司設立共用平臺。草案將送立法院審議[403]。
  - 亞馬遜公司宣佈，其衛星上網服務古柏計劃（英语：Kuiper Systems）已獲得美國聯邦傳播委員會正式認可，未來將投入100億美元配置3千顆以上的星座通訊衛星[404]。
- 7月31日：
  - 中國大陸宣佈北斗三號全球衛星導航系統正式開通，將擁有完全自主可控的全球衛星導航系統，可與美國、俄羅斯、歐洲三大系統同台競技[405]。
  - 彭博社報導，蘋果公司收購了加拿大新創公司Mobeewave（英语：List of mergers and acquisitions by Apple），該公司開發將智慧型手機變成行動支付POS的技術，可令iPhone成為收款機具[406]。

### 8月
- 8月1日——阿拉伯聯合大公國成為第一個啟用核電廠的阿拉伯國家。該廠由韓國電力公社設計，若四座機組全數運轉，能滿足全國25%電力需求[407]。
- 8月2日：
  - 美國載人天龍號太空船示範2號從國際空間站脫離後返回地球，以「海面濺落」的形式於佛羅里達州附近的墨西哥灣海面成功降落[408]。
  - 微軟方面表示，預計在45天拍板交易金額，並正式展開對TikTok多國業務的收購程式[409]。
- 8月3日：
  - 匯豐控股業績遜預期，下午股價一度跌穿2009年3月金融海嘯時最低價33元，收市跌4.43%[410]。
  - 瑞士資訊報導，瑞士聯邦民航局（英语：Federal Office of Civil Aviation）（FOCA）正式宣佈，全球首架認證電動飛機Pipistrel Velis Electro（英语：Pipistrel Velis Electro），上周完成處女首航[411]。
  - 美國聯邦航空總署（FAA）表示會提出4個關鍵的設計變更，要求波音公司為737 MAX機型修改，以解決先前兩起空難出現的安全問題[412]。
- 8月4日——黎巴嫩首都貝魯特，在下午於市中心港口工業區發生大爆炸，已知造成至少137死、超過5,000人受傷[413]。
- 8月5日——中華民國中央銀行公佈7月外匯存底4,961.71億美元創歷史新高；另外，外資持有國內股票、債券等資產合計金額與比率雙雙締造新猷[414]。
- 8月6日——美國政府提出一項恐迫使中國大陸企業從美股下市的新計畫，並針對字節跳動與騰訊兩家公司祭出交易禁令[415]。
- 8月7日：
  - 印度快運航空一架波音737撤僑班機，由杜拜飛往印度喀拉拉邦的科澤科德國際機場，雨夜降落時跌落山谷斷成兩截，造成17人死亡[416]。
  - 臺北大巨蛋歷經5年停工後重新動工。北市都發局表示，昨天已同意遠雄復工申請，今起遠雄進場全面復工。遠雄預估2021年底可完工[417]。
- 8月8日——美國微軟公司聯合創辦人比爾·蓋茲接受訪談時表示，微軟收購TikTok的龐大交易猶如「有毒聖杯」，「誰都不知道會發生何事」[418]。
- 8月10日：
  - 根據美國約翰斯·霍普金斯大學實時數據，全球COVID-19確診病例已突破2000萬。距此前全球確診突破1000萬(6月28日)僅過去了44天[419]。
  - 今日在《自然》雜誌上發表的一系列論文顯示，位於火星與木星之間的穀神星有一個地下鹹水海洋[420]。
- 8月11日：
  - 俄羅斯衛生部核准俄國自己研製的COVID-19疫苗名為「衛星五號」（Sputnik-V)[421]，並成為全球首個正式註冊國家且準備好投入使用[422]。
  - 韓國國防部發表「2021年至2025年國防中期規畫」，宣佈明年開始建造第一艘航空母艦，並將搭載F-35B戰機，期盼能在2030年下水服役[423]。
  - 據德國之聲報導，德國政府正式宣佈為加強德國「電子主權」，成立國防網路安全局[424]。
- 8月13日：
  - 美國國務卿龐培歐表示 ，今日起將孔子學院美國中心指定為外國使團，該機構為中華人民共和國宣傳機器的一部分[425]。
  - 在美國促成下，以色列與阿聯酋達成《亞伯拉罕協議》，同意關係正常化。這使阿聯酋成為第一個與以色列建立外交關係的海灣阿拉伯國家[426]。
- 8月14日：
  - 2020年中國南方水災：長江2020年第4號洪水在長江上游形成[427]。
  - 中國大陸數字人民幣正式開放試點。
- 8月15日——2020年中國南方水災：2020年長江第4號洪水、嘉陵江第1號洪水順利通過重慶主城[428]。
- 8月16日：
  - 2020年中國南方水災：嘉陵江第2號洪水形成[429]。
  - 美國加州的死亡谷氣溫高達華氏130度（攝氏54.4度），刷新了世界高溫紀錄[430]。
- 8月17日：
  - 2020年中國南方水災：長江2020年第5號洪水在長江上游形成[431]。
  - 美國商務部宣佈，將擴大對華為的限制，切斷該公司取得商用晶片的管道，並證實將不會延長允許美企與華為往來的臨時通用許可證[432]。
  - JR東海與鐵道綜合技術研究所宣佈，加入磁浮列車L0系的兩輛改良型950系列和原有五輛初期型900系列的組合列車在山梨實驗線恢復運行測試[433]。
- 8月18日——2020年中國南方水災：四川省與重慶市兩地首次啟動I級防汛應急回應[來源請求]。同日2020年黃河第5號洪水形成[434]。
- 8月20日——2020年中國南方水災：嘉陵江第2號洪水與長江第5號洪水的洪峰通過重慶主城區[435]。
- 8月21日——《天文期刊》論文指出，宇宙中可能到處都有流浪行星，NASA開發的羅曼太空望遠鏡將在未來五年內啟動銀河系流浪行星普查計畫[436]。
- 8月22日——中華人民共和國國家衛生健康委科技發展中心主任鄭忠偉表示，中華人民共和國已於7月22日正式啟動COVID-19疫苗的緊急使用[437]。
- 8月24日：
  - 中華民國經濟部投審會表示，淘寶台灣認定為陸資，罰新台幣41萬元，限半年內撤資或改正[438]。
  - 「台北台中米其林指南2020」揭曉，30間餐廳摘星，位於台北的頤宮是台灣唯一的三星[439]。
  - 中國科技巨頭字節跳動發布聲明，對美國特朗普政府正式提出行政訴訟，指稱對方不遵循正當法律程式，甚至試圖強行介入商業公司談判[440]。
- 8月25日——台積電宣佈，將在新竹寶山打造全球最先進的半導體研發中心，預定2021年完成； 台積電二奈米製程生產重鎮，也決定落腳寶山[441]。
- 8月26日：
  - 蓮塘口岸／香園圍管制站上午九時通車儀式，並在下午四時啟用。
  - 颶風勞拉增強至「極度危險」的四級颶風。以最大風速每小時150英里（240 km/h）朝西北方前進，直撲德克薩斯州和路易斯安納州[442]。
  - 美國Dynetics公司宣佈，其與國防先進研究計畫局合作X-61A小精靈無人機（英语：Dynetics X-61 Gremlins），測試第2架原型機與C-130機載回收系統獲得成功[443]。
- 8月28日：
  - 中華民國蔡英文政府以行政命令，公告供牛及豬隻使用之萊克多巴胺不受乙型受體素禁止製造、調劑、輸入、輸出、販賣或陳列之限[444]。
  - 中國大陸商務部會同科技部發佈《中華人民共和國禁止出口限制出口技術目錄》更新版，新增航空航太軸承技術等23項限制出口技術條目[445]。

### 9月
- 9月1日：
  - 防彈少年團英語新單曲《Dynamite》空降Billboard HOT100榜冠軍，創造了K-POP歷史[446]。
  - 新加坡交易所（SGX）發布正在與英商CryptoCompare合作，推出首批加密貨幣指數——iEdge 比特幣指數和 iEdge 以太坊指數[447]。
  - 日本產經新聞引述中華民國國防部資料指出，中華人民共和國海軍艦隊今年初首度接近夏威夷的第三島鏈，展示突破島鏈封鎖的遠洋作戰實力[448]。
  - 美國國防部在2020中華人民共和國軍力報告中指出，解放軍對台可能採取海空封鎖、有限軍力壓制、空中與飛彈攻擊、入侵4項行動路線[449]。
  - 《中華人民共和國與歐盟雙邊民用飛航安全協定》（BASA（英语：Bilateral Aviation Safety Agreement））正式生效[450]。
- 9月2日：
  - 英特爾正式揭曉採Tiger Lake微架構設計10納米制程的第11代Core系列筆電處理器[451]。
  - 中華民國外交部正式公佈最新護照樣式，主要亮點是凸顯台灣、英文國名調整呈現方式，將英文字「TAIWAN放大、ROC縮小」[452]。
  - 歐洲太空總署的織女星運載火箭（VEGA）從法國海外屬地圭亞那成功升空，成功為來自13個國家的客戶在太空中部署了53顆小型衛星[453]。
  - 英國「泰晤士高等教育」公佈「2021世界大學排名」，台灣大學首次進入該機構評比的前百大，排名第97名[454]。
- 9月3日：
  - 中華民國經濟部商業司公告，禁止為大陸地區之公司在臺代理、經銷或從事OTT-TV之相關商業行為。愛奇藝、騰訊 WeTV全面下線[455]。
  - 中華民國大陸委員會針對中共將在9月舉辦海峽論壇，提出「三項禁止」表達政府立場，並提醒國人應遵守兩岸條例及相關規範，避免觸法[456]。
- 9月4日：
  - 遠傳電信與亞太電信晚間召開記者會，宣佈雙方將展開5G頻譜、網路共用（簡稱共頻共網）計畫，以「3.5GHz頻段」為首波合作內容[457]。
  - 摩根士丹利最新報告預測，人民幣將在十年後成為全球第三大準備貨幣，僅次於美元和歐元[458]。
  - 中国航天在酒泉衛星發射中心，利用長征二號F運載火箭，成功發射一型可重複使用試驗航天器。6日，安全返回著陸[459]。
- 9月5日——日本政府於6月15日宣佈放棄部署「陸基神盾（英语：Aegis Ballistic Missile Defense System）」後，相關人士透露，傾向建造能攔截彈道飛彈的專用艦作為替代方案，並已告知美方[460]。
- 9月6日——男子網球世界排名第一的約克維奇在美國網球公開賽被主審判定取消資格，因為他在比賽中擊球打到線審裁判，止步美網男單16強[461]。
- 9月7日：
  - 中國與印度在拉達克東部班公湖南岸發生「鳴槍威脅」，雙方都否認開槍。若屬實，將是中印45年來首次在邊界「實際控制線」附近開火[462]。
  - 印度成功發射了國產極音速測試演示機（英语：Hypersonic Technology Demonstrator Vehicle#Scramjet testing），印媒宣稱，印度繼美中俄3國，成功加入了全球「極音速導彈俱樂部」[463]。
- 9月8日：
  - 臺北市日新威秀影城吹熄燈號，將改建為綜合商業大樓。戲院「鎮院之寶」、由顏水龍所創作的「旭日東昇」馬賽克壁畫，擬切割保留[464]。
  - 英國藥廠阿斯特捷利康宣佈，該公司與牛津大學合作研發的COVID-19疫苗，因受試者出現不良反應，基於安全顧慮決定暫時中止全球試驗[465]。
  - 輝瑞等歐美九大藥廠發表聯合聲明，在疫苗經過第三階段臨床試驗證實安全有效前，不會申請主管機關批准[466]。
  - 英國代表弗羅斯特勳爵和歐盟代表巴尼耶開始第八輪貿易談判。英國首相強森說，若10月15日歐盟理事會開會前談判無果，就無協議脫歐[467]。
- 9月9日——法國路易威登集團董事會聲明，將無法履行以160億美元收購美國Tiffany的交易，理由是美國政府可能對法國產品課徵關稅[468]。
- 9月10日：
  - 日本「東京國際郵輪碼頭（日语：東京国際クルーズターミナル）」正式啟用。位於臨海副都心的新碼頭長430公尺，水深11.5公尺，可容納世界最大型綠洲級郵輪的到訪和出發[469]。
  - 最新的蘋果專賣店在新加坡著名的濱海灣金沙酒店旁的水面上正式開幕，其建筑设计的独特之处是它如同水燈一樣的玻璃圓頂[470]。
  - 中商華為於華為開發者大會發表鴻蒙系統（HarmonyOS）2.0，宣告明年華為的智慧手機全面升級支持鴻蒙2.0，未來平板、手表也將採用[471]。
  - 中國外交部長王毅與印度外交部長蘇傑生在莫斯科舉行雙邊會面，就中印邊境形勢達成5點共識，避免事態升級[472]。
  - 在中印邊境緊張升溫之際，印度國防部長辛赫邀法國國防部長帕利主持印度空軍飆風戰機成軍典禮，同時致贈紀念牌，強調印法的夥伴關係[473]。
- 9月11日：
  - 美國總統川普宣佈，繼阿聯後，巴林將與以色列展開全面外交關係。這是中東局勢轉變的跡象，使得阿拉伯國家與以色列關係越來越近[474]。
  - 法國空軍今日更名為「法國航空與太空軍」，軍徽亦更動，增加了一條曲線，從單詞「軍」（ARMÈE）上方延伸，代表的是地球表面[475]。
- 9月12日：
  - 海峽兩岸經濟合作架構協議（ECFA）生效滿十年，可能終止的危機暫告解除。最後一個「十年大限」是明年1月1日，兩岸公告實施滿十年[476]。
  - 阿富汗政府與激進組織神學士，在卡達首都杜哈展開首次和平談判，希望結束雙方數十年來的戰爭，達成持久的和平[477]。
- 9月13日——輝達（NVIDIA）與軟銀集團達成協議，將斥資400億美元收購Arm公司。該案將結合NVIDIA及ARM架構，開創AI時代最佳運算公司[478]。
- 9月14日：
  - 馬來西亞前首相納吉·阿都拉薩登上馬來西亞反貪污委員會的貪污罪犯資料名單，成為首名列榜的前首相[479]。
  - 美聯社報導，多國航空官員與機師開始檢視波音公司訓練機師操作修改版737 MAX客機的提案，顯示737 MAX復飛（英语：Boeing 737 MAX certification）有望[480]。
  - 印度今年因洪水影響洋蔥產量，導致價格上漲，印度商業和工業部對外貿易總署（英语：Directorate General of Foreign Trade）宣佈禁止洋蔥出口，衝擊到9成洋蔥需從印度進口的孟加拉[481]。
  - 天文學家在金星的酸性雲層中發現磷化氫，疑有生命跡象。美國太空總署表示這是人類尋找外星生命以來最重要的發展[482]。
- 9月15日：
  - 華為表示，新一代高端「麒麟9000」擁有更強大的5G、AI和GPU能力。但美國制裁後，台積電不接新訂單，華為面臨無晶片可用的問題[483]。
  - 世界貿易組織（WTO）表示，美國對中國大陸逾5,500億美元商品加徵關稅之舉，違反了國際規則。這項裁決削弱了川普對北京的貿易戰[484]。
- 9月16日：
  - 美國國防部長艾思博宣佈，將擴編美國海軍艦隊，從目前的293艘增至355艘以上，目的在保住美軍對中國大陸海軍的優勢[485]。
  - 中國科學院院長白春禮表示，面臨美國對中華人民共和國高科技產業的打壓，中科院將把美國「卡脖子」的清單變成科研任務清單進行佈局[486]。
- 9月17日：
  - 日本藏壽司子公司，也是在台店數最多的日系迴轉壽司品牌亞洲藏壽司掛牌上櫃，成為台灣首家掛牌的迴轉壽司業者，承銷價55元[487]。
  - 全球2019年冠狀病毒疾病（COVID-19）累計確診病例數，突破3,000萬大關[488]。
- 9月18日——美國商務部宣佈，從9月20日起禁止下載中國騰訊旗下的微信（WeChat）通訊軟體及字節跳動海外短片視頻App抖音（TikTok）[489]。
- 9月19日——美國片面宣佈，恢復實施聯合國對伊朗的制裁。不過，聯合國安全理事會其他成員國幾乎都無意配合[490]。
- 9月20日——多家媒體報導，根據美國財政部內部的機密調查文件顯示，許多歐美跨國大銀行可能涉及洗錢，總金額超過2兆美元[491]。
- 9月21日：
  - 中國大陸外交部發言人汪文斌在記者會上更罕見地公開表示，「台灣海峽不存在所謂的海峽中線」[492]。
  - 繼超微（AMD）傳出已獲美國商務部許可恢復出貨華為之後，全球電腦中央處理器（CPU）龍頭英特爾證實，已獲得美方出貨華為許可[493]。
  - 匯豐控股可能被中華人民共和國列入「不可靠實體清單」，股價跌5.33%，以全日低位的29.3元收市，為1995年5月以來新低[494]。
  - 中印舉行第6輪軍長級會談，雙方達成協議，停止向邊境一線增加兵力[495]。
  - 空中巴士發表3款ZEROe（零排放）概念飛機：Turbofan、Turboprop 和 Blended-Wing Body，採用零污染的氫燃料推動，希望2035年推出[496]。
  - Alphabet子公司Loon與軟銀共同宣佈，HAPS聯盟的太陽能無人機Sunglider，完成全球首個以定翼式無人機提供LTE網路連線的案例[497]。
- 9月22日：
  - 巴勒斯坦外交部長表示，將退出目前的阿拉伯聯盟會議主席職位，以譴責任何與以色列建立正式關係的阿拉伯國家[498]。
  - 中國領導人習近平通過視訊在聯合國大會上宣佈，2060年中華人民共和國要達成「碳中和」的目標，意即排放的量會等於吸收的量[499]。
  - 諾貝爾獎主辦單位諾貝爾獎基金會宣佈，為了防止疫情蔓延，今年在斯德哥爾摩的現場頒獎典禮取消，改為電視轉播得主在本國領獎的過程[500]。
- 9月23日：
  - 匯豐控股一度跌穿2009年世紀供股價28元，最低曾見27.5元，見1995年5月以來新低[501]。
  - 時報廣場聯盟宣佈，因應疫情，美國紐約市時報廣場跨年活動今年將改採数码方式迎接2021年到來，為1907年以來首見[502]。
  - 由中國大陸建造，以液化天然氣為主燃料的全球最大貨櫃船達飛雅克·薩德號，22日在上海命名交付，今日開啟亞歐航線首航[503][504]。
- 9月24日——ZeroAvia在英國克蘭菲爾德完成世界上首次氫燃料電池飛機的飛行，歷時20分鐘。這架飛機屬於HyFlyer項目的一部分[505]。
- 9月25日——廣州地鐵18、22號線首列車交付，採用8節編組D型車，是大陸國產最先進列車，時速超過160公里，並率先引進人工智慧運維系統[506]。
- 9月27日——由於與鄰國亞塞拜然就納戈爾諾-卡拉巴赫地區的爭議情勢惡化，亞美尼亞總理帕希尼揚宣佈戰爭狀態以及全國總動員[507]。
- 9月28日
  - 香港恒生指數被日本日經平均指數超越，是自2006年5月30日以來首次；也是2001年9月17日以來首次同時落後道瓊斯指數及日經平均指數。
- 9月29日——美國海軍學院新聞（USNI News）報導，美國陸戰隊一架F-35B正在與KC-130J進行空中加油，不料發生碰撞，F-35B隨後墜毀[508]。
- 9月30日：
  - 因應疫情延遲，紐約市數十萬學童本週重返校園上課，餐館和酒吧3月被迫關閉迄今，終於將開放室內用餐，可容納人數上限訂在25%[509]。
  - 台船打造台灣首艘可用於離岸風電全迴旋大型浮吊船「Green Jade」在台船高雄造船廠隆重開工[510]。

### 10月
- 10月1日：
  - 日本石垣市將釣魚台更名為「登野城尖閣」的決議正式實施[511]。
- 10月2日：
  - 美國總統川普在推特宣佈，他與第一夫人梅蘭妮亞確診COVID-19，將立刻開始隔離與治療程序[512]。
  - 美國天鵝座NG-14（英语：Cygnus NG-14）太空船出任務，載運名為「通用廢物管理系統」（UWMS）的新型太空廁所（英语：Space toilet）至國際太空站[513]。
- 10月4日：
  - 2020年新喀里多尼亞獨立公投舉行[514]。
  - 中芯國際晚間在港交所公告，美國商務部工業和安全局已要求部分供應商就部分美國設備、配件及原物料，須事前申請出口許可證才能供貨[515]。
- 10月5日——美國國防部太空發展局（SDA）宣佈，SpaceX奪得當局1.49億美元合約，為美國國防部生產導彈追蹤衛星[516]。
- 10月6日：
  - 本次火星衝期間真正與地球距離最近時是在今晚10點18分，距離只有約6206萬公里，視直徑22.3角秒，視亮度-2.6等[517]。
  - 美國國務卿龐培歐在東京與日本、澳洲及印度外長舉行四边安全对话，尋求對中國大陸採取一致立場[518]。
  - 中華民國國民黨團在立院提出「政府應請求美國協助我國抵抗中共」及「與美復交」兩項決議案，在朝野無異議下，均照案通過[519]。
- 10月7日：
  - 俄羅斯軍方在視訊會議透露，昨日在白海的一艘巡防艦發射一枚極速8馬赫的鋯石導彈，只用4分半就命中450公里外巴倫支海上的目標[520]。
  - 韓聯社報導，韓國央行計劃於2021年建立及測試央行數位貨幣（CBDC）試點系統，至於實際發行業務將以公私合作模式進行[521]。
- 10月8日——中國人民銀行與深圳市政府聯合宣佈，開展數位元人民幣「紅包」試點，將在深圳發放五萬個價值二百元的數位人民幣紅包[522]。
- 10月9日——美國國務卿龐培歐晚間接受福斯新聞訪問時指出，中華人民共和國已在中國-印度邊界集結六萬大軍，顯示兩國間的軍事對峙並未降溫[523]。
- 10月10日：
  - 北韓首次在淩晨舉辦朝鮮勞動黨成立75周年閱兵式，展示新的洲際彈道飛彈火星17彈道飛彈、潛射彈道飛彈北極星4號（朝鲜语：북극성 3호）及伊斯坎德爾短程彈道飛彈[524]。
  - 據印度NDTV網站報導，印度成功試射了名為Rudram-1（英语：Rudram-1）的新一代反輻射飛彈[525]。
- 10月12日：
  - 經濟合作發展組織表示，全球數位稅則（英语：internet tax）今年底無法前達成協議。各國若自行課稅可能引發貿易衝突，最壞會使全球國內生產毛額減少逾1%[526]。
- 10月13日：
  - 世界貿易組織裁定：歐洲聯盟有權對40億美元美國商品課徵關稅，報復美國補助飛機製造商波音公司[527]。
  - 蘋果公司新推出的iPhone 12 mini，是史上最小、最輕、最薄的5G智慧型手機，搭載5.4吋螢幕，但卻比配備4.7吋螢幕的iPhone 8更輕巧[528]。
  - 中國電科十四所宣佈，其超導單光子鐳射雷達系統實現對低空大氣層中數百公里外目標的實時跟蹤探測，展現超導單光子探測器的應用潛力[529]。
  - 美國太空總署宣佈，包含美國在內的8個國家航天機構簽署《阿提密斯協定》，希望能就2024年探測月球表面的做法達成共識[530]。
- 10月14日：
  - 火星衝發生在7點26分，火星距離地球6268萬公里。
  - 國際貨幣基金（IMF）表示，各國政府為因應疫情而擴大支出，導致今年各國累計負債總額占全球國內生產毛額比逼近100%，為歷史新高[531]。
  - 日本防衛大臣岸信夫在神戶造船所主持海上自衛隊新潛艦下水儀式暨命名式，這是親潮級與蒼龍級之後的首艘次世代機種，艦名為大鯨[532]。
- 10月15日——電商平臺「淘寶台灣」宣佈即刻關閉平臺下單、商品上架等功能，並將在今年12月31日晚間廿三時五十九分後，停止台灣營運[533]。
- 10月16日——中華民國鴻海衝刺電動車，在首屆「鴻海科技日3+3=∞」推出MIH軟硬體開放平臺，並宣佈將在2024年推出首款商業化固態電池[534]。
- 10月17日——2020年紐西蘭大選舉行。
- 10月18日——國際板球理事會2020年T20世界盃（英语：ICC Men's T20 World Cup）原訂今日起在澳洲8個城市舉行，因應COVID-19疫情延至2021年11月，並改在印度舉行[535]。
- 10月19日：
  - 約翰霍普金斯大學統計顯示，COVID-19疫情全球確診人數已突破4,000萬人，死亡人數則上升至110萬人，感染地區至189個[536]。
  - JR東海磁浮L0系高速列車的改良型試驗車在山梨實驗線展示內裝。預定2027年投入中央新幹線東京至名古屋路段運行，時速505公里[537]。
- 10月20日：
  - 紐約時報報導，美國司法部控告谷歌，在搜尋和搜尋廣告領域非法壟斷。這是美國自1990年代微軟壟斷風暴後的最重大訴訟[538]。
  - 美國NASA的探測器OSIRIS-REx短暫登陸小行星貝努。繼日本隼鳥號後，成功採集小行星樣本帶回地球研究，有助於探索太陽系起源[539]。
- 10月21日：
  - 國泰航空宣佈大幅裁員8,500人，其中5,300名為香港員工，有35年歷史的國泰港龍航空即日停止營運。
  - 中國大陸國家重點研發計畫「先進軌道交通」重點專項——400公里時速跨國互聯互通可變軌高速動車組——在中車長春軌道客車完工[540]。
  - 美國太空軍由3大指揮部組成，第1個一級指揮單位「太空作戰指揮部」（英语：Space Operations Command） (SpOC) 正式成軍。太空作戰指揮部負責國家軍事衛星的運行。這些衛星包括全球定位系統衛星群、飛彈預警衛星以及為戰鬥機提供全球連通的各種通信衛星。
- 10月22日：
  - 搭載海思最後一代高階Kirin 9000 5G（5 nm）處理器，華為Mate 40系列手機在線上發表會正式推出。
  - 北約秘書長史托騰柏格表示，北約將在德國拉姆施泰因空軍基地設立太空作戰司令部，以對抗中國與俄羅斯的日增威脅[541]。
- 10月23日：
  - 英國與日本簽署脫歐後首個與主要國家的經濟夥伴協定（英语：Economic Partnership Agreements）（EPA），大致沿襲歐盟與日本的EPA內容，預定經各自國會批准後於明年初生效[542]。
  - 美國國務卿龐培歐與歐盟外交和安全政策高級代表波瑞爾電話會議，啟動雙方有關中國的新雙邊對話，將作為討論中國相關議題的平臺[543]。
  - 日本文部科學大臣萩生田光一在內閣會議後的記者會上宣佈，將在2021年秋季前後新招募日本籍太空人，爭取參與月球探測計劃[544]。
- 10月24日——宏都拉斯成為全球第50個批准聯合國的「禁止核武器條約」的國家，達成條約生效基本條件，將於90天後的明年1月22日生效實施[545]。
- 10月25日——智利舉行公民投票，以決定是否需要制訂新憲法，取代皮諾切特時代制訂的憲法[546]。
- 10月26日至29日——中共十九屆五中全會在北京舉行，審議通過「十四五」規劃[547]。
- 10月27日——印度與美國簽訂「地理空間基本交流與合作協定」（BECA），可幫助印度獲取衛星資料以提高導彈和無人機的精度[548]。
- 10月29日：
  - 據《NAVAL NEWS》報導，巴西自行建造的首艘鮋魚級潛艇里亞丘埃洛號（葡萄牙语：S Riachuelo (S-40)）通過一系列試驗[549]。
  - 美國德州AST & Science公司預備在離地表約720公里處投放243顆網路衛星，遭到NASA的反對，因為擔心會與其A-Train專案的衛星碰撞[550]。
- 10月31日——德國柏林的新國際機場布蘭登堡機場（BER）在遲到9年後，終於正式啟用[551]。

### 11月
- 11月1日：
  - 中國大陸進行第七次人口普查。
  - 日本大阪市二度舉行「大阪都構想」公民投票，贊成派在2015年首度公投以些微差距鎩羽[552]。

- 11月2日——德國國防部長安妮格雷特·克朗普-凱倫鮑爾在期刊“Politico”上發表文章“歐洲永遠都需要美洲”，呼籲強化跨大西洋關係[553]。

- 11月3日：
  - 2020年美國總統選舉舉行，眾議院全部席位及參議院三分之一席位也進行改選。兩大黨總統候選人民主黨拜登與共和黨特朗普戰況膠著。
  - 螞蟻科技集團宣佈，同時暫緩A+H股（大陸和香港）上市。螞蟻集團是支付寶的母公司，原訂5日掛牌，總計募資規模超過345億美元[554]。
  - 第三屆中國國際進口博覽會在上海舉行。
- 11月6日——中國在太原衛星發射中心發射長征六號運載火箭，將13顆衛星成功送上軌道，包括全球首顆6G試驗衛星「電子科技大學號」[555]。
- 11月7日——晚上，達到過半選舉人票當選門檻270票，民主黨候選人拜登發表當選美國第46任總統演說。
- 11月8日：
  - 據報導，全球COVID-19疫情擴至190個地區，確診數突破5,000萬，死亡人數達125萬。歐洲疫情擴大，成為五大洲中確診數最多的地方[556]。
  - 維珍超迴路（英语：Virgin Hyperloop）的超回路列車在美國內華達州36°25′52.0″N 114°57′35.5″W / 36.431111°N 114.959861°W的DevLoop試驗場完成首次載人測試[557]。
- 11月9日——亞美尼亞總理帕希尼揚深夜宣佈，已簽署「痛苦的」協議，結束與亞塞拜然長達6週、死亡數百人的戰爭。此協議使該國放棄大片土地[558]。
- 11月10日：
  - Xbox Series X/S在此日全球發售。
  - 蘋果公司在發表會上表示，第一款用於Mac裝置的Apple Silicon處理器，將以Apple M1作為正式名稱[559]。
  - 中華人民共和國載人深潛奮鬥者號潛水器在西太平洋馬里亞納海溝成功降落在深10,909米的海床上，是世界上首次將3人帶到海洋最深處[560]。
- 11月11日：
  - 中國人大常委會通過增加香港立法會議員資格規定，香港政府隨即宣佈取消梁繼昌等四人的議員資格。其他泛民主派議員宣佈集體辭職抗議[561]。
  - 日本本田汽車表示，預計在2021年3月前發售的轎車LEGEND，將成為全球首家量產並獲主管機關核准的「Level 3」等級自駕車[562]。
- 11月12日——PlayStation 5先在北美、紐澳、日韓、新加坡推出，19日正式全球上市。
- 11月14日：
  - 美國NASA宣佈，一顆名為2020 VT4的小行星淩晨在距離地表370公里處經過，為史上離地球最近卻沒有撞上地球的小行星[563]。
  - CNN公佈美國總統選舉人票結果：拜登306票對川普232票。
- 11月15日：
  - 東南亞國協10國及中日韓澳紐等國簽署全球最大貿易協定「區域全面經濟夥伴協定」（RCEP），關稅廢除率91%，涵蓋全球GDP三成[564]。
  - SpaceX發射獵鷹9號運載火箭和天龍號太空船，將4名太空人送上國際太空站。這是SpaceX首次執行載人到國際太空站的任務[565]。
- 11月16日：
  - 針對德國國防部長11月2日的文章，法國總統馬克龍表示相反意見，他認為歐洲應維持自主性，在教育、衛生、數位和可持續發展領域領先[566]。
  - 北美電信組織ATIS創立名為Next G Alliance的6G通訊技術聯盟，已邀請谷歌、蘋果等27家巨頭加入共同開發，但排除中國大廠華為、中興[567]。
  - 美國飛彈防禦署宣佈，一艘神盾系統驅逐艦以SM-3飛彈成功在大氣層外攔截一枚洲際彈道飛彈，證實美軍在海上也能攔截洲際彈道飛彈[568]。
- 11月17日：
  - 日本和澳洲簽署在二戰後具有歷史意義的第一份雙邊防務協定。為抗衡在西太平洋擴張勢力的中國，雙方簽署相互准入協定[569]。
  - 日本理研與富士通開發的超級電腦「富岳」，於今日發表的TOP500中蟬聯第一，且計算速度是第二名的三倍，並獲得Green500的第十名[570]。

- 11月18日：
  - 美國聯邦航空總署（FAA）正式發表審查總結報告，解除波音737 MAX停飛令[571]。
  - 中華民國國家通訊傳播委員會（NCC）第938次委員會召開中天新聞台換照審查，會中以7比0全數通過否決了中天新聞台換照[572]。
- 11月20日——輝瑞公司表示，已向美國食藥監局（FDA）申請新冠肺炎疫苗的緊急使用授權[573]。
- 11月23日——美國總務署署長艾蜜莉·墨菲（英语：Emily W. Murphy）下午致函喬·拜登，告知川普政府已經做好準備，將啟動政權交接程式[574]。
- 11月24日：
  - 中國航太嫦娥五號發射成功，執行在月球表面採樣並飛返地球的任務。如果成功，中國將是繼美國和前蘇聯之後第三個取得月球樣本的國家[575]。
  - 中華民國MIT自製防禦潛艦正式開工。
- 11月25日——據報導，全球COVID-19疫情擴展至191個地區，確診數突破6,000萬，死亡人數達141萬。距上次破5,000萬確診數，間隔16天。
- 11月27日——中国东方电气集团东方汽轮机有限公司自主研发的国内首台F级50兆瓦重型燃气轮机，于12时许顺利实现满负荷稳定运行[576]。
- 11月30日：
  - 香港終止播放類比電視頻道。
  - 美國莫德納公司表示，將向美國食品藥品監督管理局（FDA）和歐洲藥品管理局（EMA）申請新冠肺炎疫苗的緊急使用授權[577]。
  - 根據官方研究，去年12月中旬美國採集的一些血液樣本出現對新冠病毒有反應的抗體，因此病毒在美國的存在時間「可能」早於首例確診[578]。

### 12月
- 12月1日
  - 《中華人民共和國出口管制法》正式施行。
  - 香港泛民主派總辭正式生效。
  - 美國聯邦航空管理局（FAA）表示，已向2019年3月生產的波音737 MAX客機頒發首張適航證明，意味波音距離重返天際又更近一步[579]。
  - 北約外長會議發布改革報告《NATO 2030》指出，儘管今後十年間俄羅斯仍主要對手，北約也必須更認真思考如何因應中國的軍事崛起[580]。
  - 美國國家科學基金會（NSF）位於波多黎各的阿雷西博天文臺在服役57年後，因嚴重損壞被迫在今年11月19日退役等待拆除，卻直接崩塌[581]。
- 12月2日：
  - 俄羅斯總統普京要求衛生官員於下週展開大規模2019冠狀病毒疾病疫苗接種，並表示，加馬列亞研究中心已生產近200萬劑Sputnik V疫苗[582]。
  - 美國航空公司以波音737 MAX型飛機搭載媒體記者完成試飛，在停飛20個月後，737 MAX朝恢復商業服務邁出了一大步[583]。
  - 英國藥品和醫療產品監管署（英语：Medicines and Healthcare products Regulatory Agency）核准輝瑞與BioNTech合作疫苗的臨時授權，為最早核准新冠疫苗的國家。該疫苗只花10個月研發，史上最快[584]。
- 12月3日：
  - 美國川普政府以據稱和中國解放軍有淵源為由，正式將晶片製造商中芯國際和石油巨人中國海洋石油公司列入黑名單[585]。
  - 美軍證實中國解放軍已試射成功號稱「航母殺手」的反艦彈道飛彈。《華盛頓郵報》專欄作家羅金（英语：Josh Rogin）呼籲拜登政府正視中國軍事擴張的威脅[586]。
- 12月4日：
  - 英國與歐盟的脫歐談判代表指出，雙方在公平的競爭環境和漁業方面嚴重分歧。明天英國首相強生和歐盟執委會主席范德賴恩將致電談話[587]。
  - 《科學》刊載，76個量子比特的中國「九章」量子計算原型機，號稱速度比去年Google發布的53個超導比特「Sycamore processor（英语：Sycamore processor）」快100億倍[588]。
- 12月5日——共同社報導，英國海軍最快2021年初將長期派遣伊丽莎白女王号航空母舰打擊群至包括沖繩縣等南西諸島周邊在內的西太平洋[589]。
- 12月6日：
  - 美聯社報導，裝有史上第一個小行星地下樣本的密封艙，從日本小行星探測機「隼鳥2號」分離後，在澳洲南部沙漠被發現，確認任務成功[590]。
  - 中國航太高分專項工程，收官之作高分十四號衛星成功發射。
- 12月7日：
  - 美國財政部因中國全國人大常委會褫奪4名香港立法會議員資格，宣佈制裁含中共中央政治局委員王晨在內的該會全部14位現任副委員長[591]。
  - 美國軍民合作的全球最大無人機Ravn X亮相，專門用來將衛星送上軌道，號稱每3小時就可執行一次任務，更能自行飛回基地停進機庫[592]。
  - 中華民國科技部宣佈，將攜手中研院、經濟部等成立台灣量子國家隊，預計五年總計投入80億元進行量子科技技術研發[593]。
  - 瑞典傢俱龍頭宜家家居（IKEA）表示，由於消費者的偏好逐漸轉向數位版本，旗下發行70年的年度紙本型錄將走入歷史[594]。
- 12月8日：
  - 搶全球之先，英國開始施打第一批輝瑞和BioNTech的新冠疫苗[595]。
  - 中國大陸與尼泊爾共同宣佈珠穆朗瑪峰（聖母峰）最新高度為8848.86公尺[596]。
  - 牛津大學和英國藥廠阿斯特捷利康的科學家成為第一批在醫學期刊《刺胳針》上發布完整資料的COVID-19疫苗研發者[597]。
- 12月9日：
  - 美商SpaceX在德州進行編號「SN8」的「星艦」火箭原型高空測試，未料在降落時，著陸失敗發生爆炸[598]。
  - 美國聯邦貿易委員會（FTC）及46州政府分別對臉書提告，指控其多年來收購具有潛在威脅的競爭對手，涉嫌阻礙市場競爭[599]。
  - 美國國家航空暨太空總署（NASA）公佈18名太空人團隊，其中一半是女性，他們將為美國「阿提米絲」（Artemis）登月計畫接受訓練[600]。
- 12月10日：
  - 美國聯合發射聯盟（ULA）成功發射三角洲4號重型運載火箭，執行美國國家偵察局極機密任務。外界研判，此次發射的是獵戶座間諜衛星（英语：Orion (satellite)）[601]。
  - 美國FDA的專家小組（VRBPAC）以17票贊成、4票反對與1票棄權的結果，建議批准輝瑞疫苗對16歲（含）以上人群的緊急使用授權[602]。
  - 在美國的協助下，以色列和摩洛哥達成同意雙方關係正常化的一項協議，使摩洛哥成為過去4個月來與以色列化解敵意的第4個阿拉伯國家[603]。
- 12月11日：
  - 連淮揚鎮鐵路竣工通車。
  - 香港公開大學宣佈，校名將會改名為「香港都會大學」，英文名為Hong Kong Metropolitan University。[604]
  - 據報導，全球COVID-19疫情確診數突破7,000萬，死亡人數達159萬，感染至191個地區。距上次破六千萬確診數，間隔15天。
- 12月13日——英國首相強生與歐盟執委會主席范德賴恩電話會談後，決定延長脫歐貿易談判[605]。
- 12月14日：
  - 美國各州選舉人團正式投票，確認拜登獲得306票擊敗川普的232票，當選第四十六任總統[606]。
  - 新加坡衛生科學局（英语：Health Sciences Authority）（HSA）批准臨時授權使用由輝瑞及BioNTech共同研發的疫苗，用於16歲以上民眾，為首個批准輝瑞疫苗的亞洲國家[607]。
  - 亞馬遜公司旗下自駕車新創公司Zoox（英语：Zoox (company)）公開首款自動駕駛計程車（英语：Robotaxi），並實現雙向行駛。充電續航力達16個小時，最高時速120公里[608]。
  - 韩国国会通过《韩朝关系发展法》修正案，将将向朝鲜放飞气球的活动定为刑事罪行，违反者将被处以3年以下有期徒刑或3000万韩元以下罚款。[609]
- 12月15日——中華民國新竹科學園區成立滿40周年，管理局頒發傑出成就貢獻獎給張忠謀、施振榮、曹興誠及蔡明介[610]。
- 12月16日：
  - 美國財政部公佈匯率報告，將越南、瑞士列為匯率操縱國；中、日、韓、德、義、新、馬、台、泰、印等經濟體列入觀察名單，後三者新增[611]。
  - 臉書在紐約時報、華爾街日報及華盛頓郵報刊登對抗蘋果公司的全版廣告。臉書擔憂新版iOS 14將限制他們蒐集用戶資料和投放廣告[612]。
- 12月17日：
  - 中國航太嫦娥五號返回器凌晨在內蒙古四子王旗預定區域安全著陸[613]。
  - 法國總統府艾里賽宮（Élysée）發出新聞稿宣佈，總統馬克宏檢測COVID-19呈現陽性反應；總統將依規定隔離7天，保持遠端工作[614]。
  - 美國FDA的專家小組（VRBPAC）表決，以20票比0票、1票棄權的壓倒性票數，通過莫德納疫苗緊急使用授權，該疫苗保護率94.1%[615]。
- 12月18日：
  - 據報導微軟公司正為雲端服務伺服器和Surface系列筆電開發自家微處理器，英特爾聞訊大跌，因為將繼蘋果公司之後又少一家大客戶[616]。
  - 中國大陸最大網路金融機構螞蟻集團持續遭到整頓，在被點名屬「無照駕駛」的非法金融活動後，支付寶無預警下架所有網路存款產品[617]。
  - 在白宮舉行的美國太空軍誕生一周年慶典活動上，彭斯副總統揭曉了太空軍成員的正式稱號：“守衛者”(Guardians)。彭斯表示：“陸軍士兵、海軍水手、空軍飛行員、海軍陸戰隊員和太空軍守衛者們將世代保護我們的國家。”[618]
- 12月19日——美國陸軍完成新一代M1299研發。在今日的測試中，成功擊中70公里外的目標，將美軍的自走砲射程提升3倍之多[619]。
- 12月20日：
  - 美國國會就規模9000億美元的紓困案達成協議，將能立即援助在疫情期間遭受經濟重創的民眾和企業，並為疫苗配送提供經費[620]。
  - 台灣南迴鐵路電氣化今日舉行通車典禮。從1973年開始的台灣鐵路電氣化工程，在近半世紀後終於完成「最後一哩路」[621]。
- 12月21日：
  - 「大合相」是木星與土星看起來最接近，大約每20年一次，今日兩者視角僅6.1角分，是1623年以來最接近，也是1226年以來最容易看見[622]。
  - 歐洲藥品管理局今日建議核准輝瑞/BioNTech的新冠疫苗[623]。
  - 香港終審法院裁定政府上訴得直，《緊急法》制定《禁蒙面法》合憲，後者適用於非法集結和合法遊行集會。梁國雄質疑人大淩駕香港司法。[624]
  - 美國商務部公告，新增「軍事最終用戶」（MEU）清單，並列入58家中國公司和45家俄羅斯公司。被列入清單的中企多半為航空業[625]。
  - 智利政府宣佈，位於南極洲的奧希金斯將軍站出現至少36名新冠肺炎確診病例，為南極洲首度出現病例，意味全球七大洲皆有新冠病毒[626]。
- 12月22日——中國航天研製的長征八號運載火箭在海南首飛成功，將搭載5顆衛星送入512公里高的太陽同步軌道；該火箭可回收，具商業潛力[627]。
- 12月24日——英國與歐盟在耶誕夜前宣佈達成歷史性的貿易協議，為英國脫歐後的未來雙邊貿易關係定調，四年半的英國脫歐大戲暫時告一段落[628]。
- 12月25日——「塔新社」報導，俄羅斯首批批量生產的第五代戰機Su-57已於11月底交付，在第929國家飛行測驗中心（俄语：ГЛИЦ），進行驗證極音速空射武器[629]。
- 12月26日：
  - 據報導，全球COVID-19疫情確診數突破8,000萬，死亡人數達175萬，感染至191個地區。距上次破七千萬確診數，間隔14天。
  - 中國全國人大常委會通過《長江保護法》，是首部保護特定河流的法律。另通過《刑法》修正案，將暴力犯罪刑責年齡底限由14歲調至12歲[630]。
  - 2021年度中華人民共和國全國碩士研究生招生考試12月26日至28日舉行。全國報考人數為377萬，比2020年增長36萬人，再創歷史新高。
  - 中國大陸離臺灣島最近的鐵路——福州市至平潭縣鐵路（簡稱福平鐵路）正式開通運營，首發班次為G5322。
  - 日本政府26日宣佈，從當地時間28日0時起至明年1月底，暫停入境；但來自中國大陸和臺灣等疫情控制良好的國家或地區者不受此限[631]。
- 12月27日——香港屯門至赤鱲角連接路通車。連接路連接新界西北、港珠澳大橋、北大嶼山及香港國際機場。
- 12月29日——美國航空宣佈率先讓波音737 MAX復飛，首飛紐約至邁阿密航線。聯合航空預計將於2021年第一季復飛，西南航空則於第二季緊隨[632]。
- 12月30日：
  - 英國藥品和醫療產品監管署（英语：Medicines and Healthcare products Regulatory Agency）（MHRA）批准阿斯利康/牛津大學疫苗，為全球第一個批准AZ疫苗的國家，預計明年1月4日開始施打[633]。
  - 中國與歐盟宣布，在政治上同意「全面投資協定」；中國將對歐盟投資者擴大開放市場，最快於2022年初生效[634]。
  - 中國國藥集團表示，其研發的新冠疫苗保護效力為79.34%。目前中國進入三期臨床試驗的疫苗尚有軍事科學院/康希諾等四組[635]。
- 12月31日：
  - 2020年－2021年歐亞大陸寒潮
  - 英國脫歐過渡期預定在這天結束。必須過渡期結束之前，與歐盟敲定貿易協議。但仍存在變數，過渡期可能延長[636]。
  - 中國大陸國務院聯防聯控機制發布，中國國藥集團中生北京生物所研發的新冠滅活疫苗，已獲批准附條件上市，為大陸首款上市的新冠疫苗[637]。
  - 世界衛生組織（WHO）將輝瑞/BioNTech新冠疫苗列為緊急用途，使它成為一年前新冠疫情爆發以來，第一個獲得該組織緊急確認的疫苗[638]。

## 諾貝爾獎
- 物理學：羅傑·彭羅斯、賴因哈德·根策爾、安德烈娅·盖兹
- 化學：埃馬紐埃爾·卡彭蒂耶、詹妮弗·杜德納
- 醫學：哈維·阿爾特、麥可·霍頓、查爾斯·賴斯
- 文學：路易絲·格呂克
- 和平：世界糧食計劃署
- 經濟學：保羅·米爾格龍、羅伯特·威爾遜

## 逝世
2020年逝世人物列表：1月 - 2月 - 3月 - 4月 - 5月 - 6月 - 7月 - 8月 - 9月 - 10月 - 11月 - 12月